# Shōgun

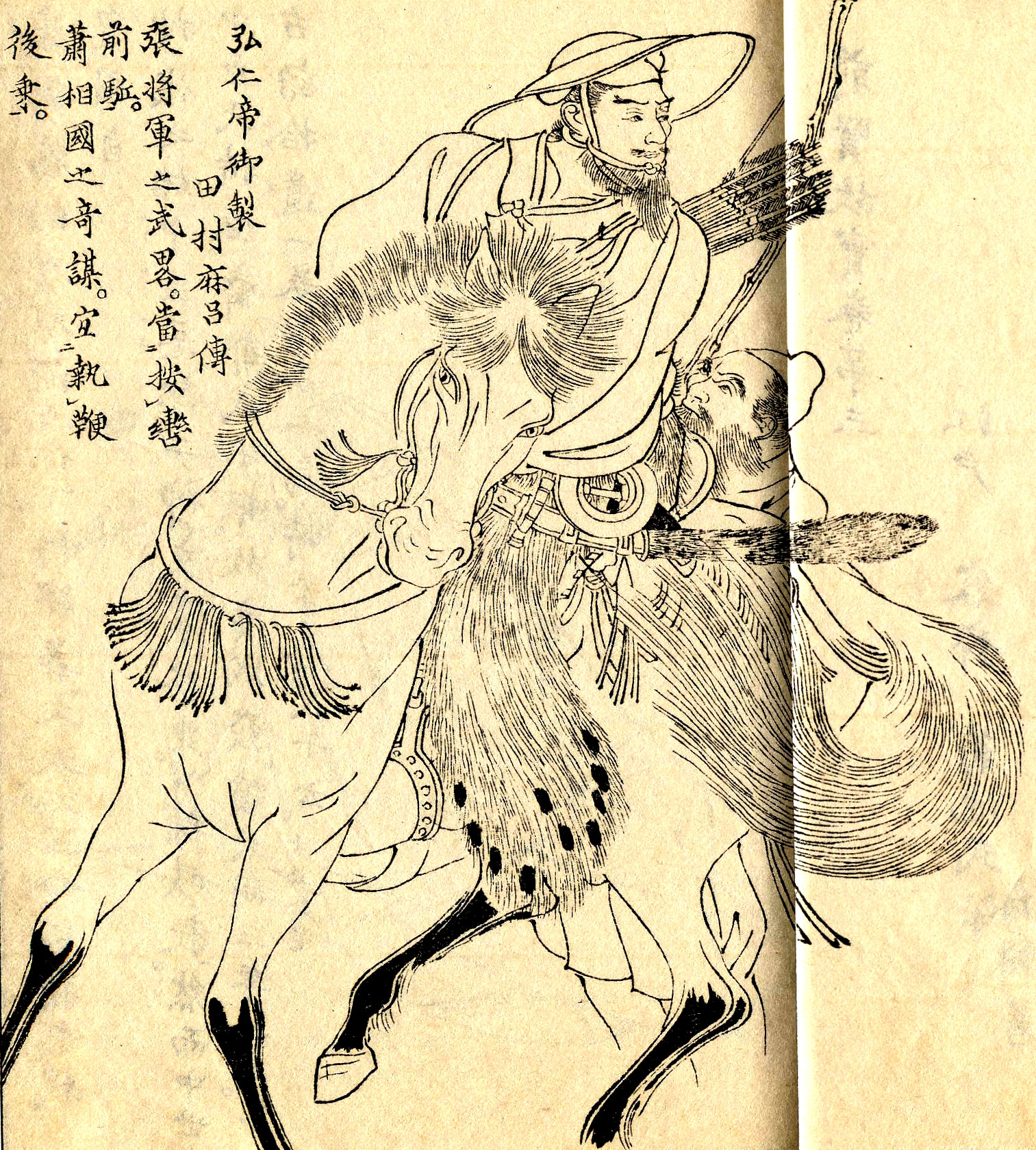
Sakanoue no Tamuramaro, uno de los primeros shōgun de la historia.

En la historia de Japón, el término shōgun (将軍?  [ɕoːɡɯɴ]ⓘ, lit. «comandante del ejército»), hispanizado como sogúno shogún, era un título histórico concedido directamente por el emperador. Como título, es la abreviación de Seii Taishōgun (征夷大将軍?   lit. «Gran general apaciguador de los bárbaros»), nombramiento que hasta 1192 había sido temporal y era utilizado para referirse al general que comandaba al ejército enviado a combatir a los emishi, quienes habitaban en el norte del país.
Durante el siglo XII, el shōgun se constituyó como el gobernante de facto de todo el país, aunque teóricamente el emperador era el legítimo gobernante y este depositaba la autoridad en el shōgun para gobernar en su nombre. Durante este tiempo, el emperador se vio obligado a delegar completamente cualquier atribución o autoridad civil, militar, diplomática y judicial a quien tuviera dicho título.
Durante los primeros contactos con occidente e incluso en algunos países asiáticos como China, el shōgun era considerado como «rey de Japón», ignorando que existían dos estructuras de autoridad. Actualmente algunos escritores e historiadores han comparado al shōgun con apelativos como «dictador militar» o «generalísimo» con la finalidad de explicar sus funciones a un público no familiarizado con la historia del país.
Al gobierno del shōgun se le conoce en español como shogunato y en japonés como bakufu (幕府?   lit. «gobierno desde la maku»). Durante la historia de Japón existieron tres shogunatos y el primero fue el establecido en 1192 por Minamoto no Yoritomo, conocido como «shogunato Kamakura». Dicho gobierno solo fue controlado por tres miembros del clan Minamoto, pues el poder fue usurpado por el clan Hōjō, quienes bajo el título de regentes nombraban shogunes títeres niños y jóvenes que desechaban al cumplir los veinte. El segundo shogunato es conocido como «Ashikaga» y fue fundado en 1338 por Ashikaga Takauji. Durante este shogunato quince miembros del clan Ashikaga mantuvieron el puesto hasta que un prominente militar del período Azuchi-Momoyama llamado Oda Nobunaga derrocó al shōgun en 1573. El último fue el «shogunato Tokugawa», instituido oficialmente por Tokugawa Ieyasu en 1603 y culminó en 1868 después de la renuncia al cargo de Tokugawa Yoshinobu, cuando el emperador Meiji retomó su papel protagonista en la política del país y la figura del shōgun fue abolida.

## Etimología

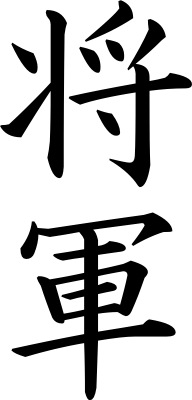
Kanjis que componen la palabra shōgun.

El término shōgun (将軍?   lit. «comandante del ejército»), integrado por los kanji 将, que significa «comandante» y 軍 que significa «ejército», es la abreviación del título histórico Seii Taishōgun (征夷大将軍?   lit. «Gran general apaciguador de los bárbaros»), el cual era utilizado para referirse al general que comandaba el ejército enviado a combatir las tribus del norte de Japón. Después del siglo XII, el término se utilizó para designar al líder de los samuráis.
La administración de un shōgun se llama bakufu (幕府?) en japonés y significa literalmente «gobierno desde la maku». Durante las batallas, el jefe del ejército samurái solía estar sentado en una silla de tijera dentro de una tienda semiabierta llamada maku que exhibía su respectivo mon (blasón). La aplicación del término bakufu al gobierno del shōgun muestra un simbolismo sumamente fuerte y representativo.

## Cargos
Históricamente se utilizaron términos similares a Seii Taishōgun con distinto grado de responsabilidad, aunque ninguno de ellos tuvo igual o más importancia que el Seii Taishōgun. Algunos de ellos fueron:
- Seitō Taishōgun (征東大将軍?   lit. «Comandante en jefe para la pacificación del Este»)[17]
- Seisei Taishōgun (征西大将軍?   lit. «Comandante en jefe para la pacificación del Oeste»)[18]
- Chinjufu Shōgun (鎮守府将軍?   lit. «Comandante en jefe del cuartel central de pacificación»)[19]
- Seiteki Taishōgun (征狄大将軍?   lit. «Gran general sojuzgador de los bárbaros»)
- Mochisetsu Taishōgun (持節大将軍?   lit. «Gran general de cargo temporal»)
- Sekke shōgun (摂家将軍?   lit. «Gran general consejero»)[20]
- Miya shōgun (宮将軍?   lit. «Gran general del palacio»)[21]

## Historia

### Antecedentes
A comienzos del siglo VIII, los gobernadores de Yamato —nombre con el que se designaba antiguamente a Japón— ordenaron que se dejara constancia de los mitos existentes como una forma de legitimarse frente a la población, por lo que durante esta época se ordenó la compilación de dos importantes obras literarias que narran el origen de Japón desde un punto de vista mitológico: el Kojiki (古事記?) y el Nihonshoki (日本書紀?). En el Nihonshoki, terminado de compilar durante el año 720, se menciona en el volumen 5 que el emperador Sujin estableció un sistema llamado shidō shōgun (四道将軍?   lit. «Comandantes del Ejército de los Cuatro Caminos») en el que se designó un miembro de la familia imperial para cada uno de cuatro circuitos (puntos cardinales) en los que cada uno fungiría como shōgun o comandante de las tropas. Los cuatro shogunes designados fueron los siguientes:
- Ōbiko no Mikoto fue enviado al norte (Hokurikudō)
- Takenunakawawake no Mikoto al este (Tokaidō)
- Kibitsuhiko no Mikoto al oeste (San'yōdō)
- Tanba no Michi no Ushi no Mikoto al sur (Tanba)

En esta narrativa se tiene el primer registro del uso de esta palabra.
Durante el período Nara (710-794), por órdenes de la corte imperial establecida en lo que hoy es Nara, se centró la atención en los emishi (蝦夷?   lit. «bárbaros»), habitantes del norte de Japón con quienes habían tenido numerosos altercados, con el fin de subyugarlos. En 774 estalló una importante revuelta, conocida como «guerra de los Treinta y Ocho Años», donde los emishi utilizaron un sistema de guerra de guerrillas en contra de las tropas imperiales. Varios shōgun o generales de las tropas fueron designados para combatir las tribus del norte sin mucho éxito y probablemente el primer shōgun de la historia fue Tajihi no Agatamori nombrado en el año 720, seguido por Ōtomo no Yakamochi en el año 784, Ki no Kosami en el año 789 y Ōtomo no Otomaro en 794. No fue sino hasta el año 796 y gracias a Sakanoue no Tamuramaro, cuando lograron vencerlos finalmente.

### Primerosshōgun

#### Sakanoue no Tamuramaro
Sakanoue no Tamuramaro (758-811) fue un general japonés que luchó en contra de las tribus del norte de Japón —asentadas en el territorio que hoy integra las provincias de Mutsu y Dewa—. Tamarumaro fue el primer general en doblegar dichas tribus, integrando su territorio al del Estado japonés. Por sus hazañas militares fue nombrado Seii Taishōgun y probablemente debido a que fue el primero en obtener la victoria frente a las tribus del norte generalmente es reconocido como el primer shōgun de la historia.

#### Fun'ya no Watamaro
Fun'ya no Watamaro (765-823) comandó las tropas japonesas en contra de dos áreas dominadas por los emishi, en lo que hoy es la parte este de la prefectura de Iwate y en la frontera de Aomori con Iwate. Fue nombrado Seii Taishōgun por el emperador Saga.

#### Fujiwara no Tadabumi
Fujiwara no Tadabumi (873-947) fue nombrado shōgun en el año 940 por la Corte para luchar en contra de la rebelión encabezada por Taira no Masakado, quien se había apoderado de las kokuga (oficinas de gobierno provinciales) de Hitachi, Kōzuke, Shimotsuke, Kazusa, Shimōsa, Awa, Sagami e Izu.

#### Minamoto no Yoshinaka
Minamoto no Yoshinaka (1154-1184) fue un samurái perteneciente al clan Minamoto que participó durante las guerras Genpei en contra del clan Taira y fue confirmado como Seii Taishōgun por la corte. Contra los Taira tuvo una importante victoria durante la batalla de Kurikara. Yoshinaka murió en 1184 combatiendo el ejército de sus primos Noriyori y Yoshitsune, quienes fueron enviados por Minamoto no Yoritomo.

### Establecimiento del shogunato
Para finales del período Heian (794-1185) existían dos clanes rivales y de suma importancia en la escena política del país: los Minamoto y los Taira. A raíz de esta enemistad, en 1156 estalló un conflicto bélico entre ambos clanes conocido como rebelión Hōgen, donde los Taira salieron victoriosos. En 1160 tuvo lugar otro conflicto entre ambas facciones conocido como rebelión Heiji (平治の乱 Heiji no ran?), donde nuevamente el clan Taira salió victorioso y posteriormente su líder, Taira no Kiyomori, recibió el título de Daijō Daijin («Gran Ministro»). Este último constituía el rango más alto que podía conceder el emperador de Japón, por lo que Kiyomori se convirtió en el gobernante de facto del país.
Entre 1180 y 1185 los conflictos entre ambas facciones se reanudaron dando lugar a una serie de guerras civiles llamadas guerras Genpei. Durante dichos enfrentamientos, Minamoto no Yoshitsune encabezó el ejército del clan en nombre de su hermano mayor Yoritomo, quien permaneció en Kamakura. Finalmente, en la batalla de Dan no Ura, los Minamoto se alzaron con la victoria.
En 1192, Minamoto no Yoritomo se autoproclamó shōgun, título que hasta ese entonces había sido temporal. Con esto se instituyó el shogunato como una figura permanente, la cual duraría cerca de 700 años hasta la Restauración Meiji. Con la nueva figura del shōgun, el emperador se convertiría en un mero espectador de la situación política y económica del país, mientras que los samuráis se convertirían en los gobernadores.

### Shogunato Kamakura
Aunque Minamoto no Yoritomo tomó las riendas del país desde 1185, su nombramiento como shōgun se hizo oficial hasta 1192, por lo que hay discrepancias en la fecha exacta del inicio del shogunato Kamakura (鎌倉幕府 Kamakura bakufu?), el primero de los tres que existirían en Japón.
Durante este periodo tan solo tres shogunes pertenecientes al clan Minamoto mantuvieron el control del gobierno pues, posteriormente, los miembros del clan Hōjō usurparon el control del país bajo el título de shikken (執権?   ‘regentes’) entre los años 1203 y 1333, año en que terminaría.

#### Minamoto no Yoritomo

Minamoto no Yoritomo

Yoritomo (1147-1199) nació en Kioto en 1147, siendo el tercer hijo de un total de ocho hermanos. Fue hijo de Minamoto no Yoshitomo, quien sufrió la derrota a manos del clan Taira en 1160, por lo que la familia tuvo que huir. Durante la huida, Yoritomo se extravió en las montañas y posteriormente fue capturado por los hombres de Taira no Kiyomori, quien decidió perdonarle la vida, pero en cambio, lo envió al exilio en la península de Izu, bajo el cuidado de Hōjō Tokimasa. En compañía de Tokimasa, siguió de cerca la situación política del país y llegó a convertirse en un diestro arco y flecha. En 1178, Yoritomo contrajo nupcias con una hija de Tokimasa y, aunque este en un principio no estuvo de acuerdo con la unión, posteriormente aprobó su relación. En 1179, Taira no Kiyomori se convirtió en dictador al ordenar un arresto domiciliario en contra del emperador, por lo que al año siguiente el príncipe imperial autorizó al clan Minamoto que persiguieran y destruyeran al clan Taira con el objeto de terminar con dicho arresto. Yoritomo comenzó entonces a reclutar soldados durante varios meses, incluyendo su suegro Tokimasa, quien rompió relaciones con los Taira.
Durante 1181 y 1182, una severa hambruna se hizo presente en el país, por lo que las hostilidades se detuvieron. Una vez que hubo arroz disponible, las acciones se reanudaron en 1183. En medio de las revueltas, el emperador Go-Shirakawa pudo escapar y se refugió con los Minamoto, lo que hizo legítima su ofensiva contra los Taira, quienes abandonaron Kioto ante la amenaza. Minamoto no Yoshinaka, primo de Yoritomo, decidió aliarse con los Taira, inconforme con haberse convertido en vasallo de Yoritomo. Cuando este se enteró de la traición, envió a dos medios hermanos, Yoshitsune y Noriyori, quienes lo atacaron por sorpresa durante la batalla de Uji. Con la victoria, Yoshitsune pudo enfocar sus esfuerzos en derrotar a los Taira, lo cual se resumió con la batalla de Dan-no-ura del 25 de abril de 1185.
A diferencia de la benevolencia que había mostrado Kiyomori al perdonarle la vida, Yoritomo ordenó que todos los miembros del clan Taira, infantes incluidos, fueran asesinados. Yoritomo además consideró que su hermano representaba una amenaza y un rival, por lo que sus hombres persiguieron a Yoshitsune hasta que lo vencieron durante la batalla de Koromogawa en 1189, en donde este último se suicidó cometiendo seppuku.
Después de recibir el título de shōgun y habiendo asegurado el control del gobierno, Yoritomo dedicó mucho tiempo en expediciones de cacería. En 1199 y a los 52 años de edad, cayó de un caballo y falleció, probablemente a causa de una hemorragia. Su hijo Yoriie quedó entonces a cargo del gobierno.

#### Minamoto no Yoriie
Minamoto Yoriie (1182-1204) tomó el control del país a la muerte de su padre, Yoritomo, en 1199, pero pronto se volvió impopular debido a su apoyo incondicional al clan Hiki, quienes lo criaron. En el año 1202, el emperador le concedió el título de shōgun, con lo que el nombramiento se convirtió en hereditario. Al año siguiente Yoriie enfermó, por lo que se desencadenó una lucha de poder entre los clanes Hiki y Hōjō. Estos últimos comenzaron a emboscar a los Hiki y mataron a la mayoría de los integrantes, mientras que Yoriie tuvo que renunciar al puesto en favor de su hermano menor, Sanetomo. Finalmente murió asesinado en el año 1204.

#### Minamoto no Sanetomo

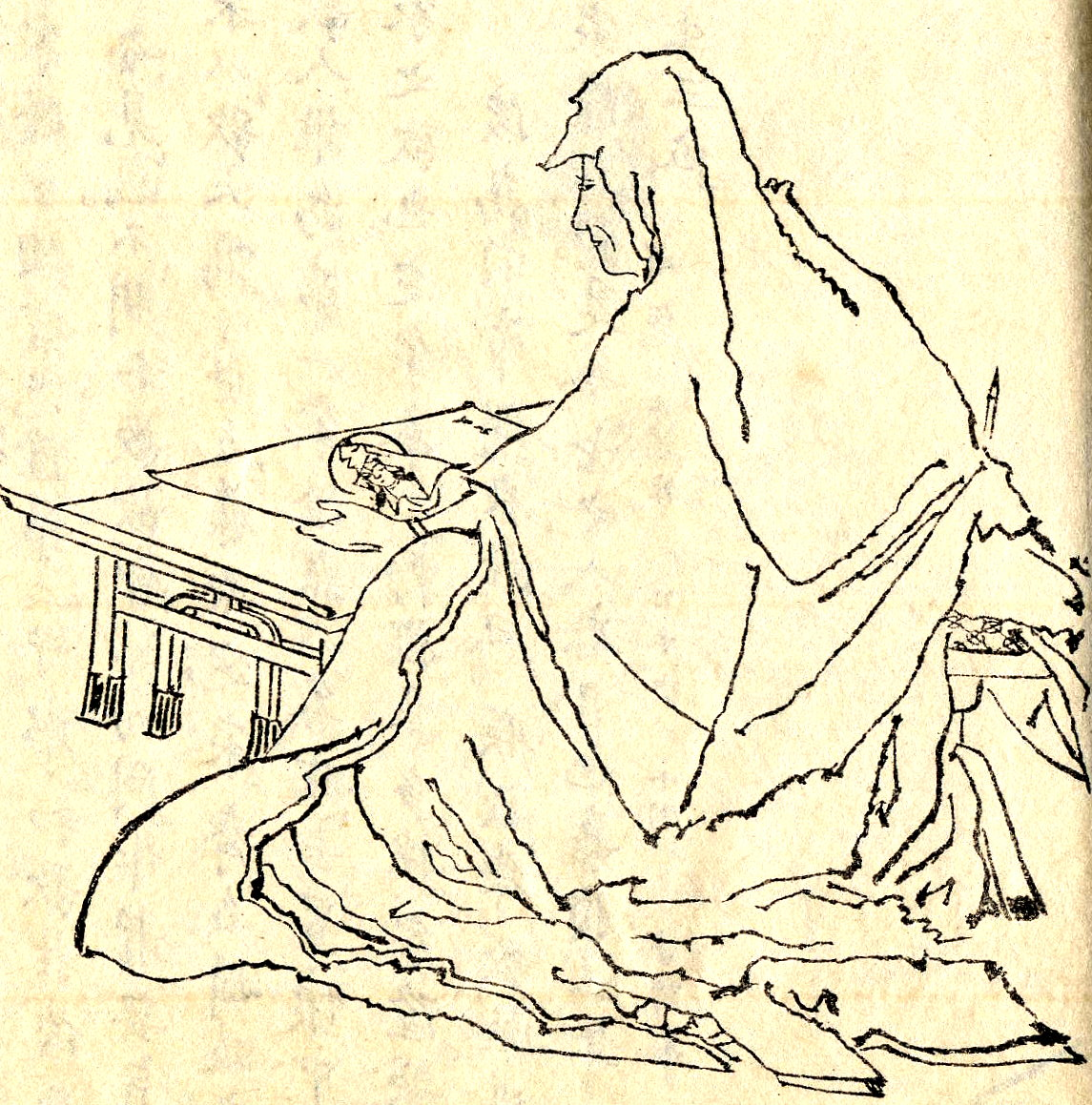
Hōjō Masako por Kikuchi Yosai

Minamoto no Sanetomo (1192-1219) se convirtió en shōgun en el año 1203, después de que su hermano mayor, Yoriie, fuera obligado a renunciar. Hōjō Tokimasa se convirtió en regente ese mismo año y planeó asesinar a su propio nieto y tomar el poder para su clan. Afortunadamente para los Minamoto, Hōjō Masako (la viuda de Yoritomo) se enteró de dichos planes y junto con su hermano, Hōjō Yoshitoki, obligó a su padre a renunciar a su cargo y a vivir en el exilio en Izu. Yoshitoki se convirtió en regente y la responsabilidad del gobierno recayó en Masako, quien era conocida como «la monja shōgun», pues Sanetomo nunca tomó la obligación de gobernar debido a que solía pasar más tiempo escribiendo poesía. Sanetomo fue asesinado en 1219 por su primo Minamoto Kugyō, quien buscó vengar la muerte de su padre Yoriie y se autoproclamó shōgun. Inmediatamente los guardias de Sanetomo lo asesinaron dejando al clan sin descendencia directa.

#### Regencia Hōjō
Después de la muerte de Sanetomo, el clan Minamoto no contaba con más herederos debido a que los dos hermanos habían muerto sin descendencia. Hōjō Masako tomó entonces la decisión de criar a un niño de tan solo un año de edad perteneciente a una rama del clan Fujiwara y lo nombró shōgun. De esta forma el clan Hōjō se perpetuaría en el poder por varias décadas, nombrando un shōgun infante y desechándolo al cumplir sus veinte, logrando gobernantes títeres para ejercer el control del país.
La lista de los shogunes títere —primero miembros del clan Fujiwara y después príncipes imperiales— bajo la regencia Hōjō es la siguiente:
- Kujō Yoritsune (1218-1256)[72]
- Kujō Yoritsugu (1239-1256)[72]
- Príncipe Munetaka (1242-1274)[72]
- Príncipe Koreyasu (1264-1326)[72]
- Príncipe Hisaaki (1276-1328)[72]
- Príncipe Morikuni (1301-1333)[72]

#### Restauración Kenmu

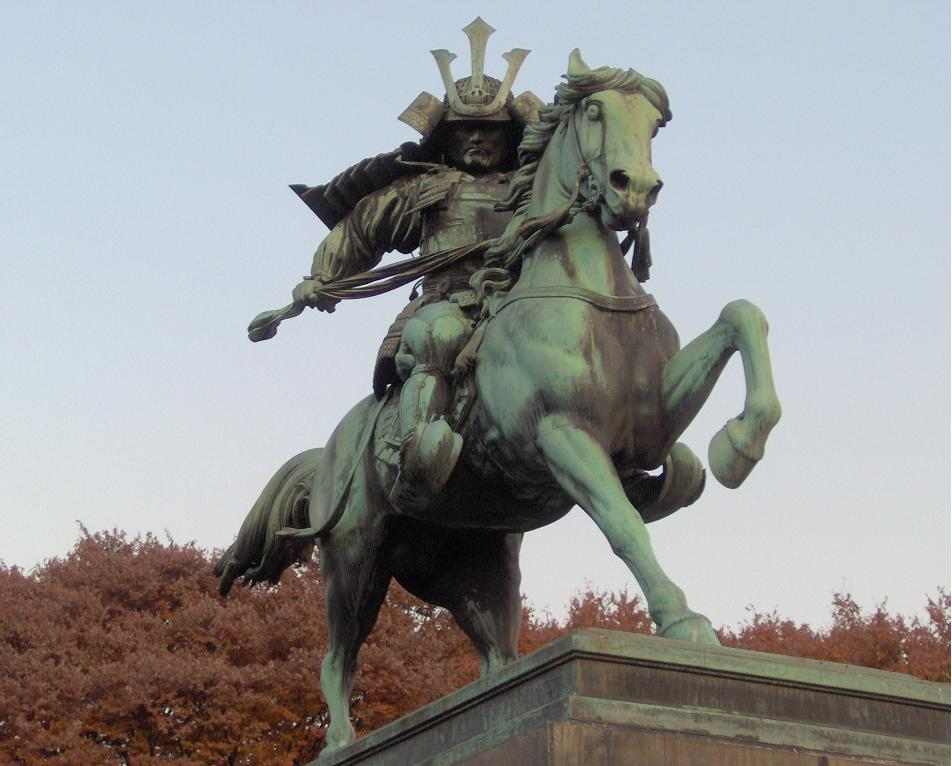
Estatua de Kusunoki Masashige en Tokio, un samurái de suma importancia en las guerras Nanbokuchō.

A principios del siglo XIV, el clan Hōjō se enfrentó a un intento de restauración imperial, ahora bajo la figura del emperador Go-Daigo. Cuando los Hōjō se enteraron de esto, enviaron un ejército desde Kamakura, pero el emperador huyó antes de que llegaran, llevándose las insignias imperiales con él. El emperador Go-Daigo buscó refugio en Kasagi entre monjes guerreros que le dieron la bienvenida y se prepararon para un posible ataque.
Después de intentos de negociación por parte de los Hōjō con el emperador Go-Daigo para que abdicara, y ante la negativa de este, decidieron subir al trono a otro miembro de la familia imperial. Sin embargo, debido a que Go-Daigo se había llevado las insignias reales, no pudieron llevar a cabo la ceremonia. Kusunoki Masashige, un importante guerrero que a la postre serviría de referencia y modelo para los futuros samuráis, luchó por el emperador Go-Daigo desde un yamashiro (castillo en la montaña). Aunque su ejército no era muy numeroso, la orografía del lugar le brindaba una defensa extraordinaria. El castillo cayó finalmente en 1332, por lo que Masashige decidió huir para continuar después la lucha. El emperador fue capturado y llevado hasta el cuartel general de los Hōjō ubicado en Kioto y posteriormente sería exiliado a las islas Oki. Los Hōjō intentaron terminar con el ejército encabezado por Masashige, quien edificó otro castillo en Chihaya aún con mejores defensas que el anterior, por lo que los Hōjō se vieron inmovilizados. La férrea defensa de Masashige motivó a Go-Daigo de regresar a la escena nuevamente en 1333. Al enterarse los Hōjō de su regreso, decidieron enviar a uno de sus principales generales tras él: Ashikaga Takauji. Ashikaga en ese momento decidió que sería más beneficioso para él y su clan aliarse con el bando del emperador. Por esta razón, decidió lanzar el ataque junto con su ejército hacia el cuartel general de los Hōjō en Rokuhara.
El golpe recibido por la traición de Ashikaga tuvo graves consecuencias para los regentes, siendo su ejército mermado severamente. El golpe definitivo vendría ese mismo año de 1333, cuando un guerrero llamado Nitta Yoshisada se unió a los partidarios imperiales e incrementó sus fuerzas. Nitta y su ejército se dirigieron a Kamakura y vencieron a los Hōjō.
Durante este conflicto hubo dos shogunes de breve duración: el príncipe Moriyoshi (1308-1335), que fue nombrado shōgun por su padre el emperador Go-Daigo en 1333; y el príncipe Nariyoshi (1326-c. 1337-1344), también conocido como príncipe Narinaga, quien fue nombrado shōgun en 1334.

### Shogunato Ashikaga
El shogunato Ashikaga (足利幕府 Ashikaga bakufu?) fue el segundo régimen feudal militar y estuvo vigente durante los años 1336 hasta 1573. El período es también conocido como el período Muromachi y debe su nombre al área de Muromachi en Kioto, donde el tercer shōgun Yoshimitsu estableció su residencia.
Este shogunato fue fundado por Ashikaga Takauji y fue destruido en 1573, cuando Oda Nobunaga depuso al decimoquinto y último shōgun Yoshiaki, expulsándolo de Kioto.

#### Ashikaga Takauji

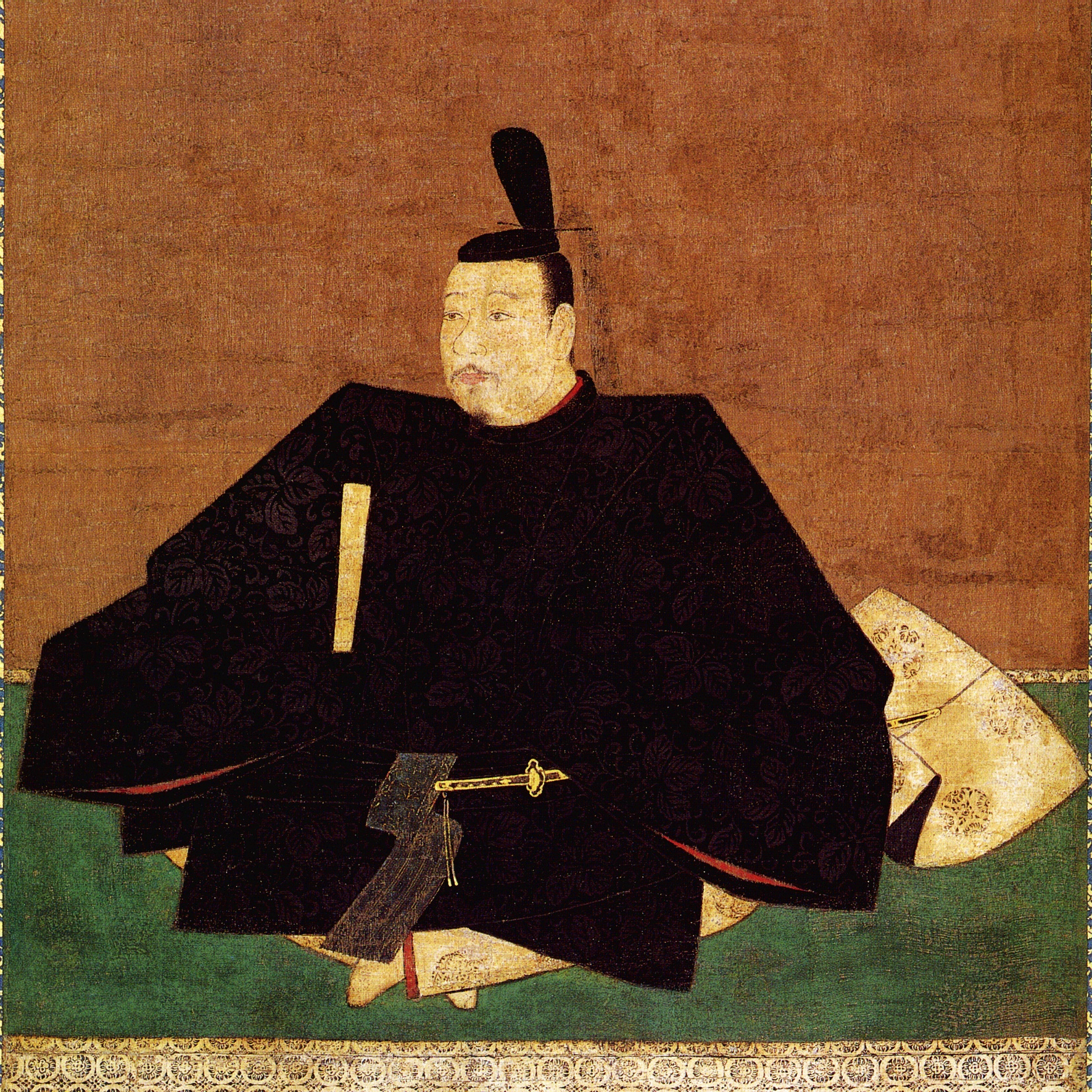
Ashikaga Takauji

Poco se conoce de los primeros años de la vida de Ashikaga Takauji (1305-1358) ya que el personaje cobró importancia cuando el shogunato le ordenó atacar a Kusunoki Masashige en la fortaleza de Kasagi. Dos años después de jurar lealtad al emperador, Takauji destruyó la base de operaciones del clan Hōjō, lo que le abrió el camino al emperador para regresar a la capital y reclamar el trono. Takauji sintió que no había sido debidamente recompensado, por lo que se dirigió a Kamakura por su cuenta y derrocó a los integrantes sobrevivientes del clan Hōjō que habían tomado las ruinas de Kamakura. En esta ciudad, decidió esperar la reacción del emperador Go Daigo, quien envió un ejército en su contra, comandado por Nitta Yoshisada. Yoshisada logró derrotar la vanguardia del ejército de Takauji, quien recibió refuerzos de sus aliados y marchó hacia Kioto, por lo que Go Daigo huyó de la ciudad. En Kioto, Yoshisada logró que Takauji y su ejército huyeran hacia Kyūshū.
Takauji regresó en 1336 y derrotó el ejército de Masashige, quien decidió cometer seppuku ante la derrota. Takauji regresó a Kioto, desde donde aseguró que Go-Daigo había perdido su derecho al trono y colocó a su propio emperador. Por esta razón, durante los siguientes cincuenta años existirían dos cortes imperiales: la Corte del Sur en Yoshino y la Corte del Norte en Kioto. Este período se conoce como Nanbokuchō (南北朝?   literalmente, «Cortes del Sur y del Norte»). El emperador de la Corte del Norte lo nombró shōgun en 1338 y su descendencia mantendría el título por siglos. Takauji falleció finalmente en 1358 a causa de un cáncer.

#### Ashikaga Yoshiakira
Ashikaga Yoshiakira (1330-1368) se convirtió en shōgun a la muerte de su padre en 1358. Aunque al principio tuvo problemas para afianzar su gobierno, las principales familias de shugo que podían oponerse al gobierno (los Shiba, Uesugi, Ōuchi y los Tamana) se alinearon al shogunato. En 1362, las tropas de la Corte del Sur comandadas por Hosokawa Kiyouji y Kusunoki Masanori marcharon rumbo a Kioto con la finalidad de deponer al shōgun, por lo que este huyó. Después de reorganizar sus fuerzas y recibir soldados aliados, el ejército del shogunato recuperó la capital veinte días después. Yoshiakira falleció en 1368, mismo año en que el emperador Go-Murakami murió.

#### Ashikaga Yoshimitsu

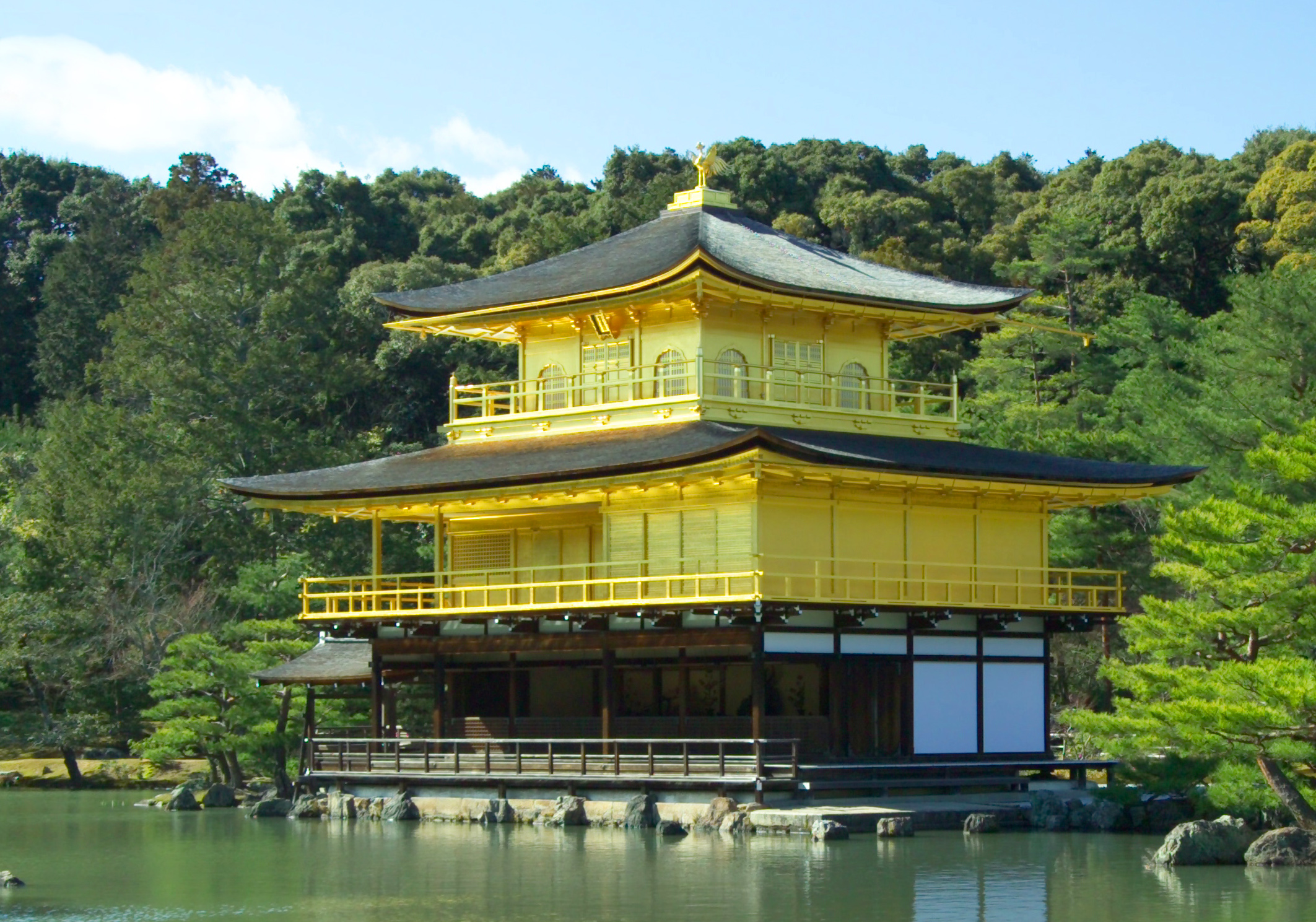
El Kinkakuji o «Pabellón dorado» es todo un símbolo en la ciudad de Kioto, fue construido por el shōgun Ashikaga Yoshimitsu en 1397.

Ashikaga Yoshimitsu (1358-1408) asumió el cargo a la muerte de su padre, siendo aún un infante, por lo que Hosokawa Yoriyuki se hizo cargo del gobierno durante algún tiempo. Para 1374, las guerras Nanbokuchō habían debilitado fuertemente a la Corte del Sur a lo largo de todo el territorio con excepción de Kyūshū, por lo que Imagawa Sadayo fue enviado a controlar la región. Ante el fracaso de Sadayo, Yoshimitsu decidió encabezar la campaña, regresando triunfante.
Yoshimitsu entabló entonces relaciones diplomáticas con la dinastía Ming de China, que acababa de tomar el control del país después de la invasión de los mongoles, quienes habían gobernado como la dinastía Yuan. Con el objeto de normalizar las relaciones entre ambos países, Yoshimitsu combatió a los wakō, piratas japoneses que asolaban las costas de Corea y China.
Yoshimitsu puso fin a las guerras entre ambas cortes imperiales en 1392, cuando persuadió al emperador Go-Kameyama de la Corte del Sur de rendirse y el estatus de emperador lo obtuvo el emperador Go-Komatsu, finalizando la disputa imperial.
Yoshimitsu fue además un gran impulsor de las artes, lo que se ve reflejado en el Kinkaku-ji (金閣寺?   «Templo del Pabellón Dorado»), el cual ordenó construir durante su mandato, con la finalidad de que sirviera como casa de retiro.
Falleció repentinamente en 1408 a causa de una enfermedad a los cincuenta años de edad.

#### Ashikaga Yoshimochi

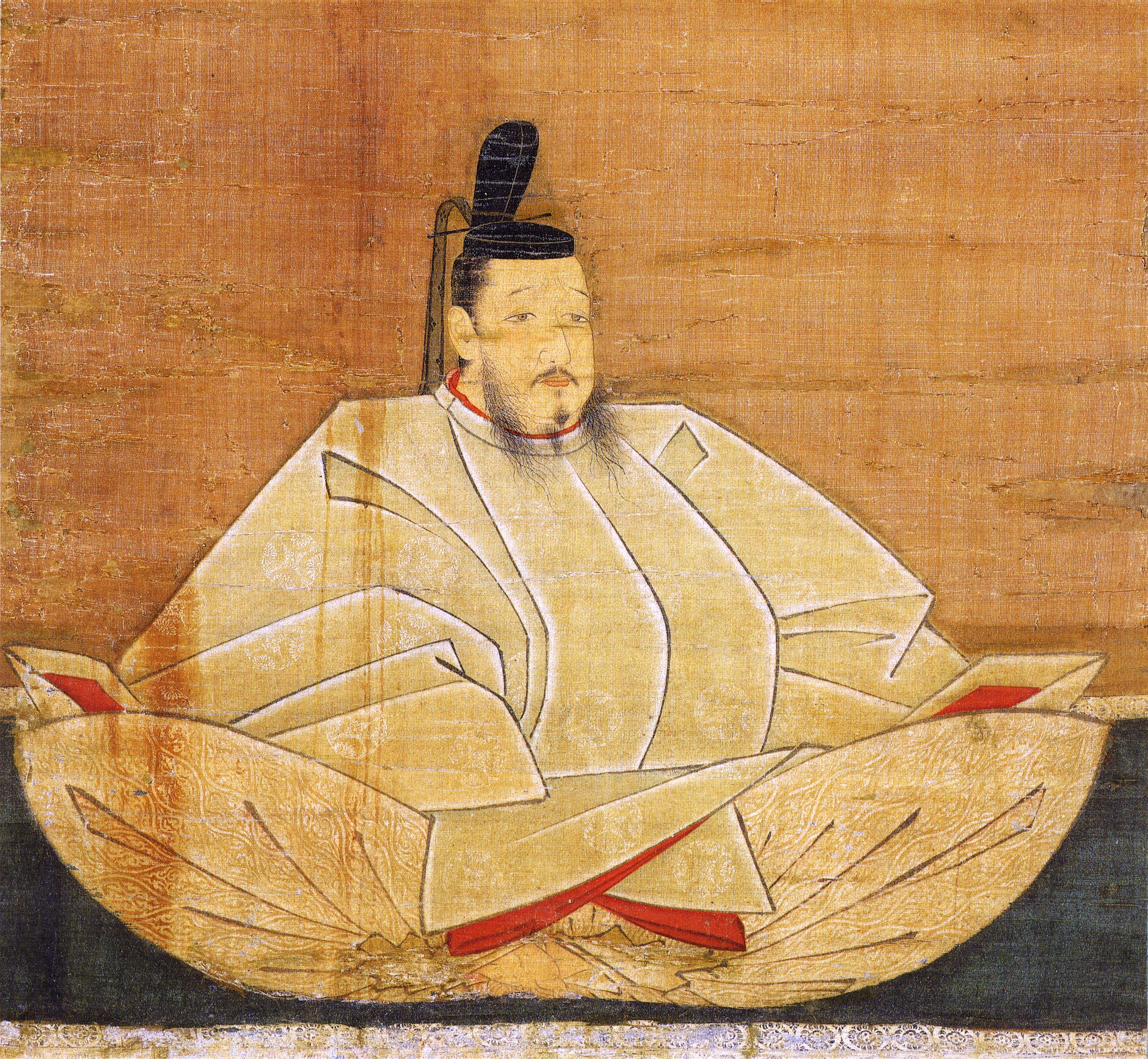
Ashikaga Yoshimochi

Ashikaga Yoshimochi (1386-1428) fue el tercer hijo de Yoshimitsu y fue nombrado shōgun en 1394, después de que su padre se retiró del puesto. Se retiró en 1423 cediéndole el título a su hijo Yoshikazu. Falleció en 1428.

#### Ashikaga Yoshikazu
Ashikaga Yoshikazu (1407-1425) gobernó por tan solo dos años, después de que su padre le cediera el título en 1423, pues falleció en 1425 debido a una vida marcada por un alto abuso del alcohol.

#### Ashikaga Yoshinori
Ashikaga Yoshinori (1394-1441) tomó el liderazgo de la política del país y luchó en contra de la creciente influencia de los shugo de forma despótica. Debido a su severidad, es mencionado en algunas crónicas como «el shōgun malvado». Murió asesinado a manos de un shugo-daimyō en 1441, lo que marcó un declive en el poder de la figura del shōgun e incrementó la violencia en la lucha de sucesión entre los distintos shugo. Este hecho daría como resultado la guerra de Ōnin.

#### Ashikaga Yoshikatsu
Ashikaga Yoshikatsu (1434-1443) fue nombrado shōgun a la muerte de Yoshinori, siendo tan solo un niño de ocho años. Falleció poco tiempo después de tomar el poder en 1443.

#### Ashikaga Yoshimasa

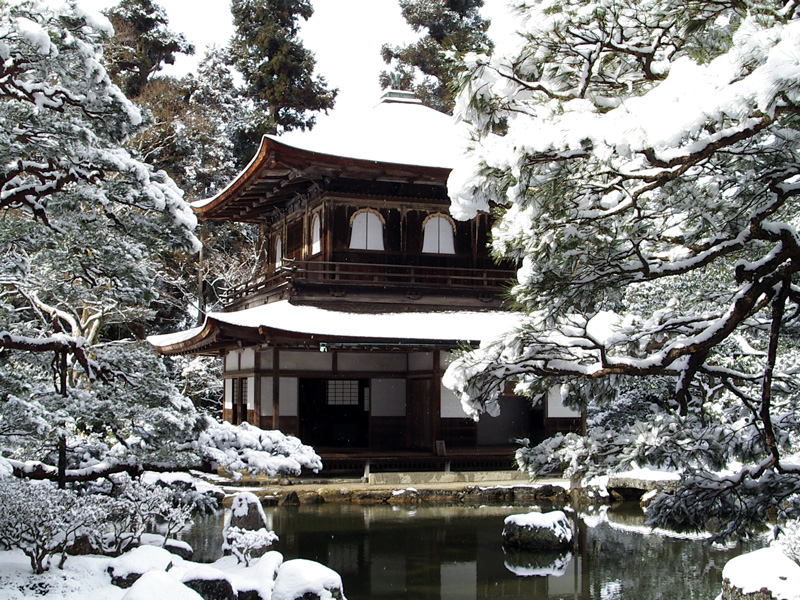
Buscando emular la obra de su abuelo Yoshimitsu, Yoshimasa ordenó la construcción del «Templo del pabellón de plata». Desafortunadamente el shōgun se quedó sin recursos antes de poder recubrir el edificio con dicho metal.

Ashikaga Yoshimasa (1436-1490) no fue nombrado shōgun hasta 1449, por lo que durante seis años no se ocupó dicho puesto. Durante su mandato el país vivió uno de sus mayores guerras: la guerra de Ōnin. En 1464, Yoshimasa no había tenido descendencia, por lo que le prometió la sucesión a su hermano, un monje budista, quien, ante tal ofrecimiento, dejó la vida monástica y tomó el nombre de Yoshimi. Un año más tarde, nació Yoshihisa, hijo de Yoshimasa, lo que desató la lucha por la sucesión del gobierno. El país se sumergió en una guerra de diez años, la cual marcaría el comienzo de un periodo llamado período Sengoku o «periodo de los Estados en guerra». Durante el conflicto, Yoshimasa decidió abdicar en favor de su hijo retirándose en 1474.
Yoshimasa es considerado como un mecenas de las artes, pues apoyó el desarrollo de la ceremonia del té y comenzó la construcción del Ginkaku-ji (銀閣寺?   «Templo del Pabellón de plata»), el cual intentaba ser una réplica del esplendoroso Templo del Pabellón dorado construido por su abuelo.

#### Ashikaga Yoshihisa
Ashikaga Yoshihisa (1465-1489), desde que tomó el puesto de shōgun y aún siendo un infante, tuvo la fuerte convicción de restaurar el poder militar que sus antecesores habían gozado en cuanto tuviera la edad necesaria. Dicha oportunidad tuvo lugar en 1487, cuando sus 46 vasallos de la provincia de Ōmi le solicitaron que tomara acciones en contra de Rokkaku Takayori, un shugo de la provincia que estaba expropiando las tierras. Yoshihisa se encargó personalmente de la expedición y su ejército asedió las tropas de Takayori en el castillo Kannonji, mientras él permanecía en un campamento cercano en el poblado de Magari. En este lugar Yoshihisa enfermó y murió, por lo que su ejército levantó el asedio y regresó a Kioto. Debido a que no existía un heredero directo, su primo Yoshitane lo sucedió al año siguiente.

#### Ashikaga Yoshitane
Ashikaga Yoshitane (1466-1523) ocupó el puesto de shōgun un año después de la muerte de su primo, pero en 1491 fue derrotado en batalla en Shōgakuji ante las tropas de Hosokawa Masamoto, por lo que tuvo que huir. Sus enemigos nombraron como shōgun a Ashikaga Yoshizumi, aunque finalmente recuperó su lugar.

#### Ashikaga Yoshizumi
Ashikaga Yoshizumi (1480-1511) fue nombrado shōgun a una edad muy temprana y durante su mandato fue tan solo un gobernante títere bajo la dirección de Hosokawa Masamoto. En 1508, un shugo líder del clan Ōuchi conspiró junto con uno de los hijos de Masamoto para traer a Yoshitane nuevamente al poder, por lo que Yoshizumi fue removido.

#### Ashikaga Yoshiharu

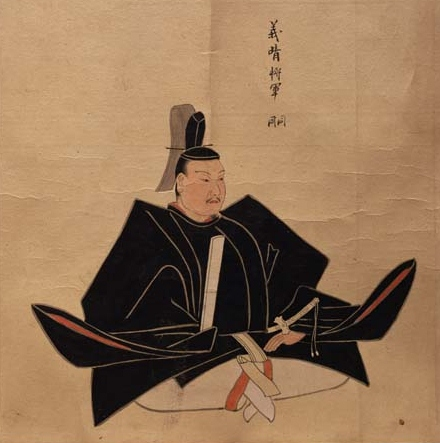
Ashikaga Yoshiharu

Ashikaga Yoshiharu (1511-1550) llegó al poder en 1521, después de que Yoshitane huyó de la capital, al momento que uno de los hijos de Masamoto, Takakuni, fuera nombrado kanrei. Yoshiharu fue un títere de Takakuni, aunque finalmente escapó de la capital buscando huir del dominio de los Hosokawa. Murió en la provincia de Ōmi.

#### Ashikaga Yoshiteru
Ashikaga Yoshiteru (1536-1565) tomó el liderazgo del shogunato en 1546. En 1549, el clan Hosokawa sucumbió ante sus vasallos, los Miyoshi, quienes continuaron con el dominio sobre el shogunato del país.
Yoshiteru buscó declarar la autonomía del shōgun en 1565, pero la respuesta del clan Miyoshi fue la de enviar a un agente llamado Matsunaga Hisahide para asesinarlo.

#### Ashikaga Yoshihide
Ashikaga Yoshihide (1538-1568) fue nombrado shōgun en 1568, apoyado por quienes habían asesinado a su predecesor años atrás. Otro posible candidato al gobierno era Ashikaga Yoshiaki, quien era en ese entonces un monje budista que logró escapar con la finalidad de encontrar quien lo apoyara en su causa. Oda Nobunaga decidió entonces apoyar a Yoshiaki y tomó el control de Kioto para garantizar «los intereses del emperador». Una vez que Nobunaga tuvo la situación controlada en la capital, el emperador Ōgimachi nombró a Yoshiaki shōgun.
Yoshihide se vio obligado a escapar hacia la isla de Shikoku, donde murió en septiembre de ese mismo año, después de haber sido shōgun por tan solo unos cuantos meses.

#### Ashikaga Yoshiaki

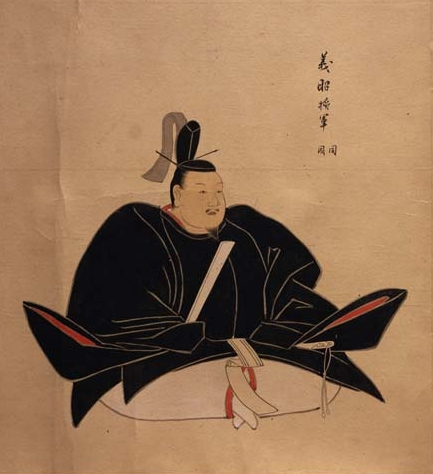
Ashikaga Yoshiaki.

Una vez que Ashikaga Yoshiaki (1537-1597) tomó el puesto por órdenes del emperador, este les ordenó tanto a Yoshiaki como a Oda Nobunaga que le ayudaran a recuperar las propiedades que habían pertenecido a la familia imperial. Yoshiaki quiso además nombrar a Nobunaga como kanrei, pero este se negó a subordinarse frente al shogunato e intentó dominar al shōgun por la fuerza.
En 1573, Yoshiaki hizo un llamado a los daimyō cercanos y a las autoridades religiosas para que tomaran las armas en contra de Nobunaga, mientras que él se fortificó al sur de Kioto esperando los refuerzos. Nobunaga venció fácilmente a Yoshiaki y le perdonó la vida, condenándolo al exilio. Oficialmente, el gobierno de Yoshiaki terminó hasta 1588 cuando este renunció a su cargo, aunque la mayoría de los historiadores aseguran que el shogunato terminó en ese mismo año, tal y como ocurrió de facto.

### Fin del shogunato Ashikaga: Los tres «grandes unificadores de Japón»
Tan solo una semana después de haber logrado el retiro del shōgun Yoshiaki, Oda Nobunaga (1534-1582) logró convencer al emperador de que hiciera el cambio de nombre de la era a «Tenshō», como símbolo del establecimiento de un nuevo sistema político. Asimismo, el emperador le concedió el título de udaijin (右大臣?   lit. «ministro de la derecha»), mismo que ostentó por cuatro años, hasta que, alegando deberes militares, delegó a su hijo.

#### Oda Nobunaga

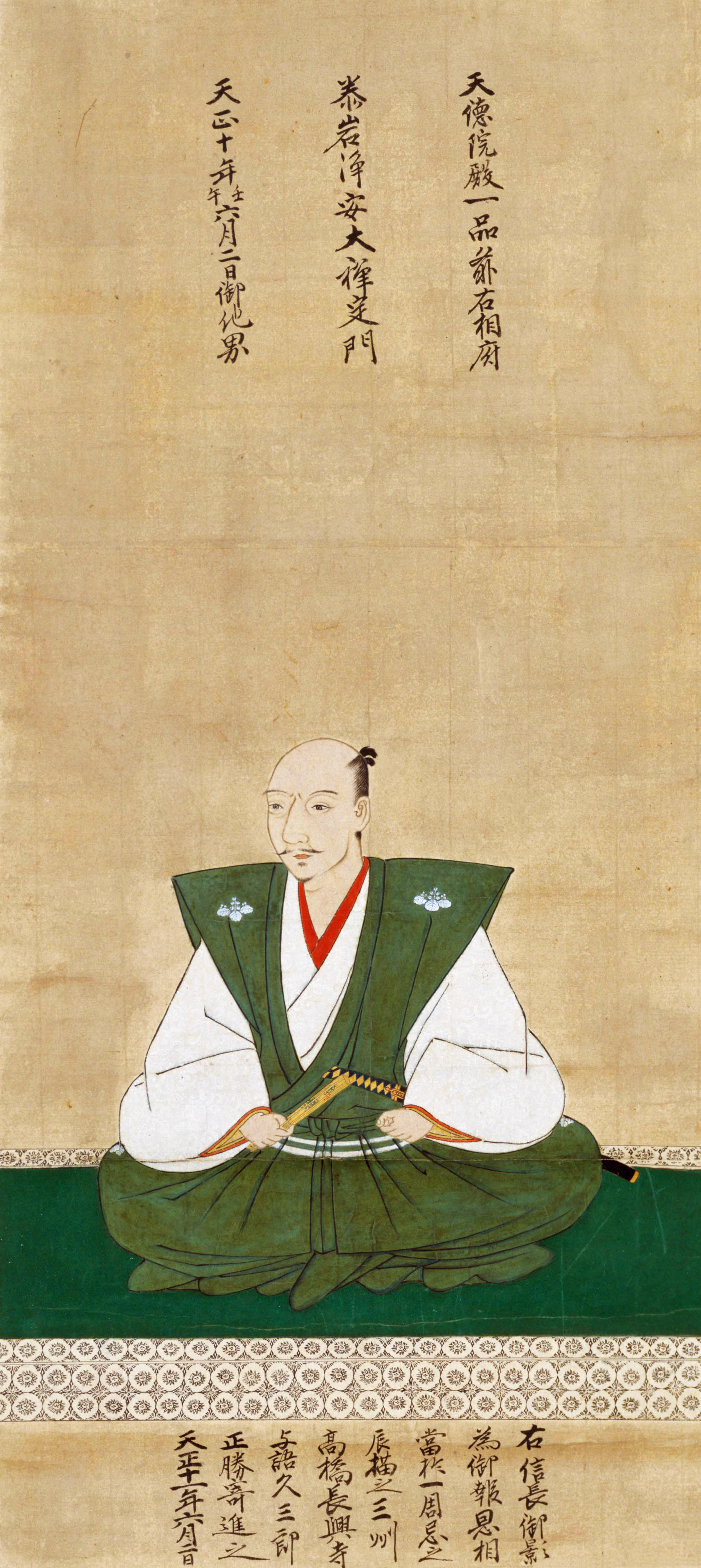
Oda Nobunaga depuso al shōgun Ashikaga Yoshiaki terminando así el shogunato Ashikaga

Nobunaga había nacido en 1534 en la provincia de Owari y hasta 1560 había sido un daimyō menor. En 1560, Nobunaga logró fama y reconocimiento al vencer al numeroso ejército de Imagawa Yoshimoto durante la batalla de Okehazama. Después de ayudar a Yoshiaki a llegar al shogunato, emprendió una campaña para hacerse con el control de la parte central del país. En 1570 venció a los clanes Azai y Asakura durante la batalla de Anegawa y en 1575 derrotó a la legendaria caballería del clan Takeda durante la batalla de Nagashino. Otros de sus principales enemigos fueron los monjes guerreros ikkō-ikki, miembros de la secta budista del Jōdo Shinshū. Con los ikkō-ikki, Nobunaga mantuvo una rivalidad de doce años, diez de los cuales los dedicó al asedio más largo de la historia de Japón: el asedio de la fortaleza Ishiyama Hongan-ji.
En 1576 construyó el castillo Azuchi, el cual se convirtió en su base de operaciones. Para 1582, Nobunaga dominaba casi toda la parte central de Japón, así como sus dos principales caminos: el Tōkaidō y el Nakasendō, por lo que decidió extender su dominio hacia el oeste. Dos de sus principales generales fueron encomendados en esta tarea: Toyotomi Hideyoshi pacificaría la parte sur de la costa oeste del mar interior de Seto, en Honshu, mientras que Akechi Mitsuhide iría por la costa norte del mar del Japón. Durante el verano de ese mismo año, Hideyoshi se encontraba detenido durante el asedio al castillo Takamatsu, el cual era controlado por el clan Mōri. Hideyoshi le solicitó a Nobunaga refuerzos, quien ordenó a Mitsuhide que fuera por delante para después unírseles. Mitsuhide, en medio de la marcha, decidió dar media vuelta hacia Kioto, donde Nobunaga había decidido quedarse en el templo Honnō acompañado solo por su guardia personal. Mitsuhide atacó el templo y lo incendió en lo que se conoce como el «incidente de Honnō-ji», donde Nobunaga murió al cometer seppuku.

#### Toyotomi Hideyoshi

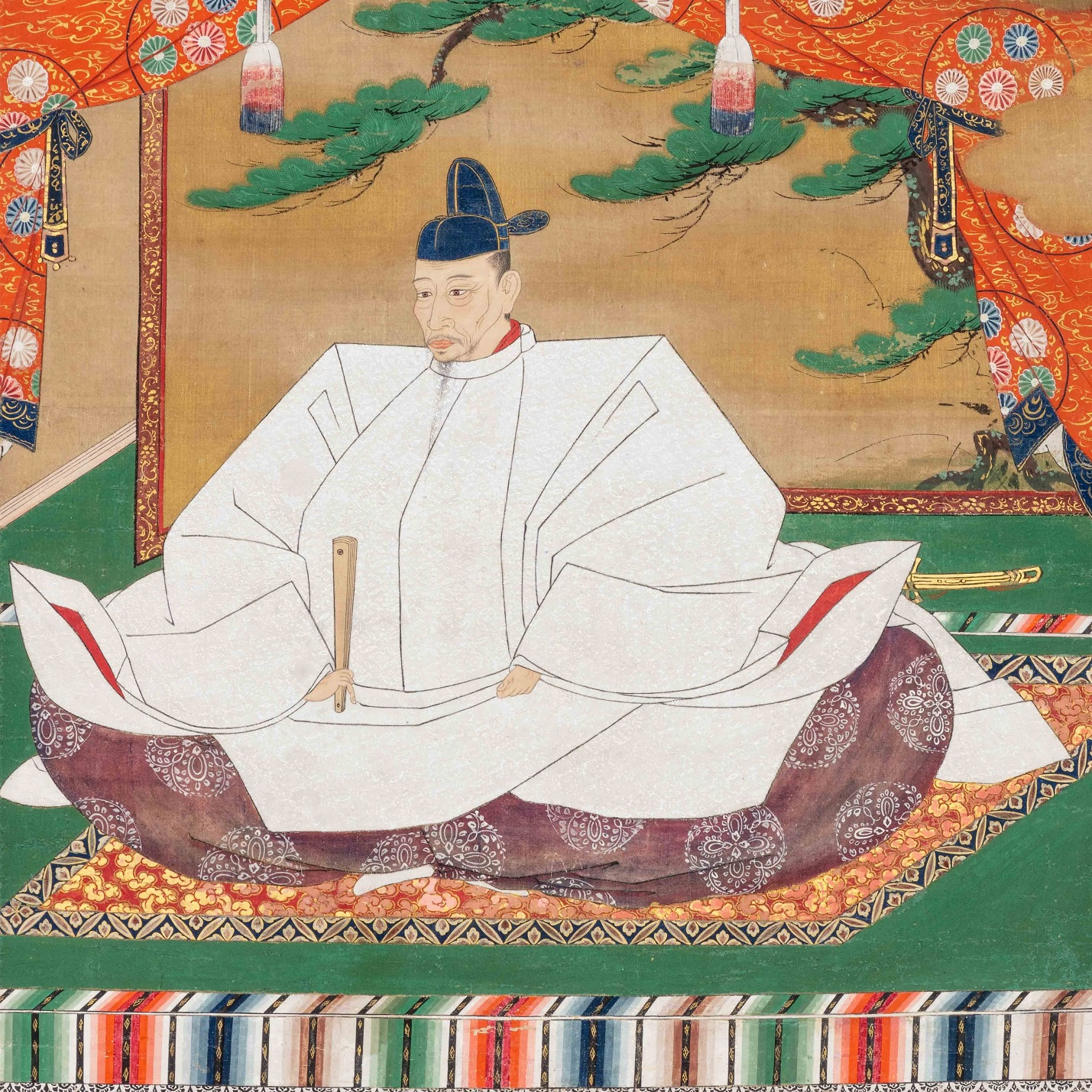
Retrato de Toyotomi Hideyoshi

Toyotomi Hideyoshi (1536-1598) provenía de una familia de origen muy humilde y su padre había sido un campesino que había luchado en el ejército de Nobunaga como soldado ashigaru hasta que el disparo de un arcabuz le obligó a retirarse. Hideyoshi siguió los pasos de su padre y gracias a su destreza en el campo de batalla fue promovido rápidamente en diversas ocasiones, llegando a convertirse en uno de los principales generales del clan Oda.
Durante el «incidente de Honnō-ji», Hideyoshi se encontraba asediando el castillo Takamatsu y recibió rápidamente la noticia de la muerte de su maestro, por lo que inmediatamente hizo una tregua con el clan Mōri y regresó a Kioto a marcha forzada. Los ejércitos del recién autonombrado shōgun Akechi Mitsuhide y el de Hideyoshi se encontraron en las orillas del río Yodo, muy cerca de un pequeño poblado llamado Yamazaki, del cual el enfrentamiento recibe su nombre. Hideyoshi salió victorioso y Mitsuhide se vio obligado a escapar. Durante su huida un grupo de campesinos le dio muerte, terminando así su gobierno de tan solo 13 días.
El hecho de haber vengado la muerte de su antiguo maestro le dio la oportunidad esperada de convertirse en la máxima autoridad militar del país y durante los siguientes dos años enfrentó y venció a los rivales que se le opusieron. En 1585, y después de haber afianzado el control del centro del país, comenzó con el avance hacia el oeste, más allá de los alcances que había logrado Nobunaga. Para 1591 Hideyoshi había logrado unificar el país, por lo que decidió conquistar China. Hideyoshi solicitó la asistencia de la dinastía Joseon de Corea para atacar a la dinastía Ming y que se le garantizara un pasaje seguro, a lo que el gobierno coreano se negó. Corea fue entonces el escenario de dos invasiones masivas por parte de tropas japonesas entre 1592 y 1598, la cual concluyó con la muerte de Hideyoshi, quien durante todo ese tiempo permaneció en Japón.
Debido a que Hideyoshi no tenía una ascendencia real ni procedía de ninguno de los clanes japoneses históricos, nunca le fue otorgado el título de shōgun. A cambio, recibió un título menor: el de Kanpaku (関白?   regente) en 1595, el de Daijō Daijin (太政大臣?) en 1586 y finalmente decidió utilizar el título de Taikō (太閤?   «Kanpaku retirado»).

#### Tokugawa Ieyasu

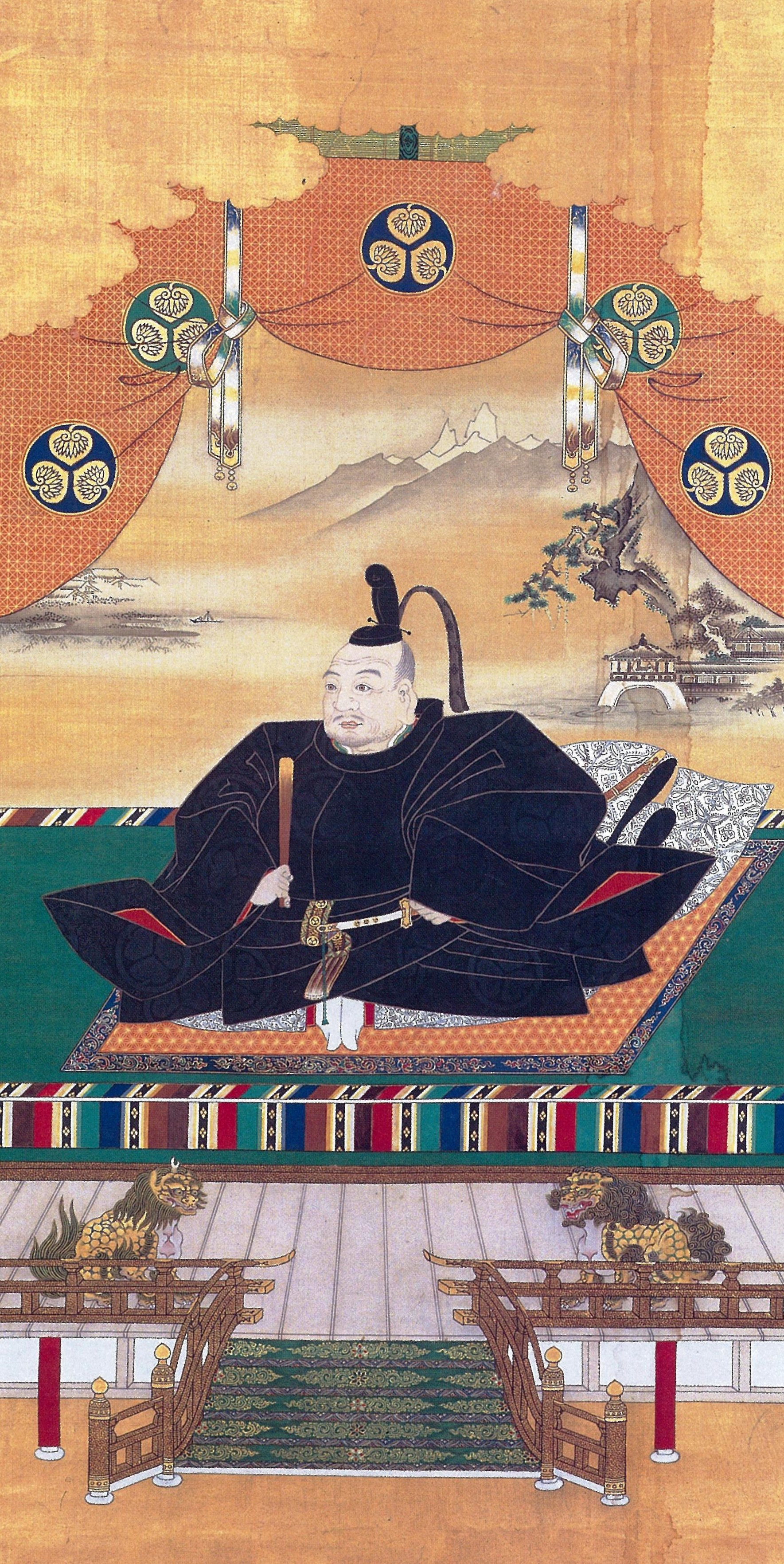
Tokugawa Ieyasu

Tokugawa Ieyasu (1542-1616) pasó la mayor parte de su infancia como rehén de la corte de Imagawa Yoshimoto, ya que su clan era vasallo de los Imagawa. Después de la victoria de Oda Nobunaga sobre Yoshimoto, muchos de los daimyō desertaron, ya fuera que se independizaran o se declararan aliados del clan Oda, siendo el más notable de estos últimos el caso del propio Ieyasu.
Bajo las órdenes de Nobunaga, Ieyasu peleó en 1564 en contra de los ikkō-ikki de la provincia de Mikawa y en 1570 peleó durante la batalla de Anegawa al lado de las fuerzas de Nobunaga. En 1572 tuvo que enfrentar uno de sus mayores retos militares de su vida: la batalla de Mikatagahara, donde su ejército fue derrotado por la caballería de Takeda Shingen, quien moriría al año siguiente de un disparo de arcabuz. En 1575 estuvo presente en la batalla de Nagashino donde el clan Takeda fue derrotado y desde ese momento se dedicó a consolidar su posición militar, aun después de que Toyotomi Hideyoshi tomara el control del país.
Debido a que el feudo de Ieyasu se encontraba en el centro del país, evitó asistir a las campañas de pacificación en Shikoku y Kyūshū, aunque tuvo que enfrentar al clan Hōjō tardío en 1590, durante el sitio de Odawara. Gracias a la victoria frente a los Hōjō, Hideyoshi le dio las tierras confiscadas, por lo que trasladó su capital a Edo (hoy Tokio). Su nueva ubicación en Kyūshū le permitió además evadir la responsabilidad de combatir durante las invasiones japonesas a Corea, guerra que debilitó grandemente los ejércitos de sus principales rivales.

##### Batalla de Sekigahara

La victoria de Tokugawa Ieyasu durante la batalla de Sekigahara le ganó establecer el shogunato Tokugawa, el cual duraría más de 250 años en el poder.

Tras la muerte de Hideyoshi, Tokugawa Ieyasu comenzó a establecer una serie de alianzas con figuras poderosas del país por medio de matrimonios arreglados, por lo que Ishida Mitsunari, uno de los cinco bugyō (奉行?   magistrado), comenzó a unificar a todos aquellos en contra de la figura de Ieyasu.
El 22 de agosto de 1599, mientras que Ieyasu organizaba a su ejército con la intención de enfrentarse a un daimyō rebelde llamado Uesugi Kagekatsu, Mitsunari decidió actuar respaldado por los otros bugyō y tres de los cuatro tairō (大老?   lit. «Gran anciano»), los cuales enviaron una queja formal contra Ieyasu acusándolo de trece cargos distintos. Entre los cargos destacaban haber dado en matrimonio hijas e hijos con fines políticos y haber tomado posesión del castillo de Osaka, antigua residencia de Hideyoshi, como si fuera suyo. Ieyasu interpretó la misiva como una clara declaración de guerra, por lo que virtualmente todos los daimyō del país se enlistaron, ya fuera en el «ejército del Oeste» de Mitsunari o el «ejército del Este» de Ieyasu.
Ambos ejércitos se enfrentaron en lo que se conoce como la batalla de Sekigahara (関ヶ原の戦い Sekigahara no tatakai?), la cual tuvo lugar el 21 de octubre (15 de septiembre en el antiguo calendario chino) del año 1600 en Sekigahara (hoy prefectura de Gifu). En dicha batalla, Ieyasu resultó victorioso después de que varios generales del «ejército del Oeste» decidieron cambiar de bando en medio del conflicto. Ishida Mitsunari se vio obligado a huir, aunque más tarde fue capturado y decapitado en Kioto. Con esta victoria, Ieyasu se convertiría en la máxima figura política y militar del país.

### Shogunato Tokugawa
El shogunato Tokugawa (1603-1868), también conocido como shogunato Edo, bakufu Tokugawa o, por su nombre original en japonés, Edo bakufu (江戸幕府?), fue el tercer y último shogunato que ostentó el poder en Japón. Este shogunato fue instaurado por Tokugawa Ieyasu y en total quince shogunes mantuvieron el poder durante más de 250 años.
Dicho período terminó bajo múltiples presiones con la entrega del poder de Tokugawa Yoshinobu al emperador Meiji en 1868. A partir de entonces, el shogunato fue abolido y el emperador obtuvo el poder militar y político del país, desencadenando la Restauración Meiji, que transformaría al país radicalmente durante el resto del siglo XIX.

#### Tokugawa Ieyasu

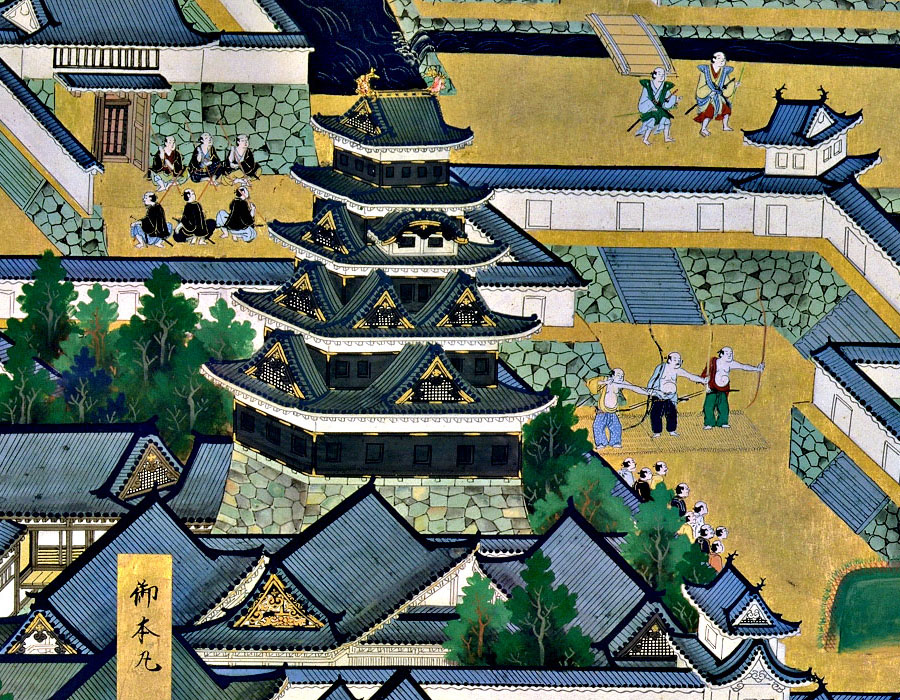
Donjon del castillo en una pintura del.

Para recompensar a todos aquellos que lo habían apoyado en la victoria, Ieyasu confiscó las tierras de noventa familias, las cuales en total equivalían a 6,5 millones de koku.
En 1603, Ieyasu fue nombrado oficialmente por el emperador Go-Yōzei como shōgun, puesto que ocuparía solo por dos años, pues en 1605 decidió abdicar en favor de su hijo Hidetada, tomando para sí el título de Ōgosho (大御所?   «shōgun enclaustrado»).
Durante su mandato se establecieron dos tipos de señores feudales: los fudai daimyō (譜代大名?) y los tozama daimyō (外様大名?). Los fudai, 176 en total, eran aquellos que habían sido leales antes o durante la batalla de Sekigahara, mientras que los tozama, 86 en total, eran aquellos cuya lealtad se había asegurado solo después de la batalla, por lo que fueron relegados del círculo principal de influencia del gobierno.
Por otro lado, convirtió a la ciudad de Edo en la sede de su gobierno y comenzó a reconstruir el castillo de Edo, ordenando a los daimyō ayudar en la reconstrucción y expansión de la ciudad.
Como ōgosho mantuvo el control del gobierno. Tuvo además que enfrentar la amenaza de Toyotomi Hideyori, hijo de Hideyoshi, ya que algunos partidarios aseguraban que era el legítimo sucesor del gobierno y muchos samuráis y rōnin se aliaron con él con la finalidad de combatir al shogunato, lo cual desembocó en dos batallas resumidas con el nombre de «sitio de Osaka». En 1614, los Tokugawa, bajo el liderazgo del ōgosho Ieyasu y del shōgun Hidetada, dirigieron un numeroso ejército al castillo de Osaka en lo que se conoce como «sitio de invierno de Osaka». Finalmente, Ieyasu hizo un trato con la madre de Hideyori, Yodogimi, y las tropas de Tokugawa comenzaron a llenar el foso con arena, por lo que Ieyasu regresó a Sunpu. Después de que Hideyori se negó nuevamente a abandonar el castillo, este último fue asediado, en lo que se conoce como «sitio de verano de Osaka». Finalmente, a finales de 1615, el castillo cayó durante la batalla de Tennōji, donde los defensores fueron muertos, incluyendo a Hideyori, quien decidió cometer seppuku. Con los Toyotomi exterminados, ya no existieron amenazas serias para la dominación de Japón de los Tokugawa.
Ieyasu falleció tranquilamente en 1616.

#### Tokugawa Hidetada
Tokugawa Hidetada (1579-1632) fue el tercer hijo de Ieyasu y se convirtió en shōgun en 1605 cuando su padre abdicó, convirtiéndose en el segundo shōgun Tokugawa. Estuvo presente durante la campaña previa a la batalla de Sekigahara, pero no pudo participar en ella debido a que se demoró durante el sitio al castillo de Ueda. Hidetada abdicó al shogunato en 1623 en favor de su hijo Hidemitsu, aunque conservó la autoridad del país hasta su muerte en 1632.

#### Tokugawa Iemitsu

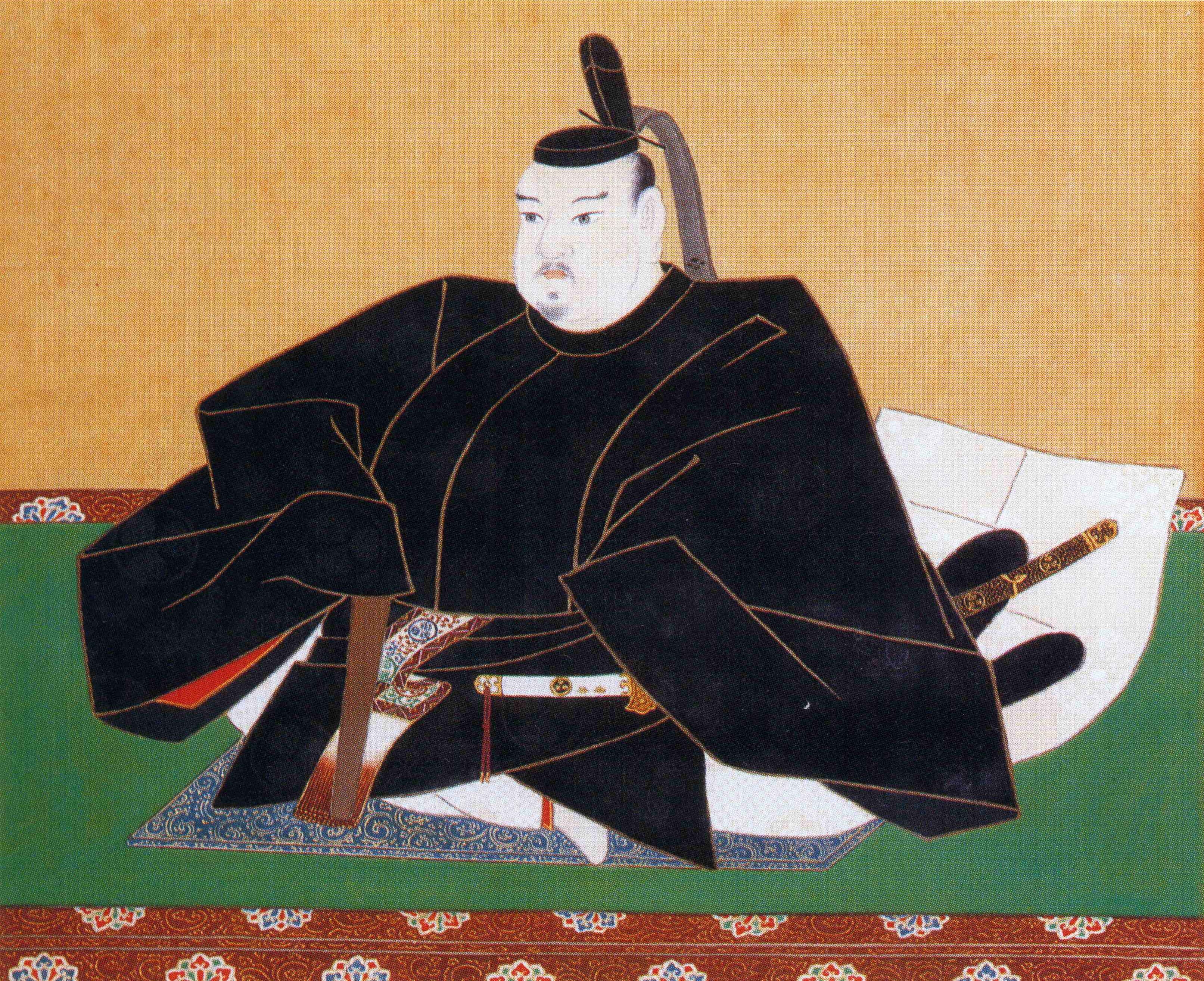
Tokugawa Iemitsu

Tokugawa Iemitsu (1604-1651) fue nombrado shōgun en 1623 con tan solo diecinueve años de edad, aunque su padre mantuvo el poder hasta su muerte en 1632. A los pocos meses del fallecimiento de su padre, Iemitsu resolvió mejorar la administración del shogunato y entre sus principales medidas formalizó el junkenshi, un grupo de inspectores que frecuentemente visitaban los dominios de los daimyō para asegurarse que todo estaba en orden.
Durante su gobierno se registró la primera gran hambruna del shogunato Tokugawa, la cual se extendió desde 1630 hasta 1640-1641, lo que ocasionó protestas de campesinos en 1632, 1633 y 1635. La rebelión de Shimabara de 1637-1638 fue la consecuencia más dramática de la deteriorada relación con el gobierno debido a esta crisis, en la que campesinos católicos se enfrentaron contra el numeroso ejército del gobierno. Aunque dicha protesta no tenía fines religiosos ni políticos, este evento al parecer convenció a Iemitsu de restringir el cristianismo en Japón definitivamente, por lo que emitió una orden en 1639 en la que se prohibía dicha religión, además que se impediría la entrada al país de los sacerdotes portugueses bajo pena de muerte, así como la exclusión de Japón al mundo.
Iemitsu falleció en 1651 siendo el primero en fallecer durante su mandato y no habiéndolo dejado mediante abdicación.

#### Tokugawa Ietsuna
Tokugawa Ietsuna (1641-1680) fue nombrado shōgun a los diez años de edad, por lo que un grupo de consejeros y oficiales se hicieron cargo del gobierno del shogunato. Durante su mandato ocurrieron eventos de importancia menor, siendo el más significante el gran incendio de Meireki de 1657 en Edo.
Ietsuna falleció en 1680 sin dejar descendencia, por lo que los principales consejeros decidieron que Tsunayoshi, hermano menor de Ietsuna, fuera el elegido.

#### Tokugawa Tsunayoshi

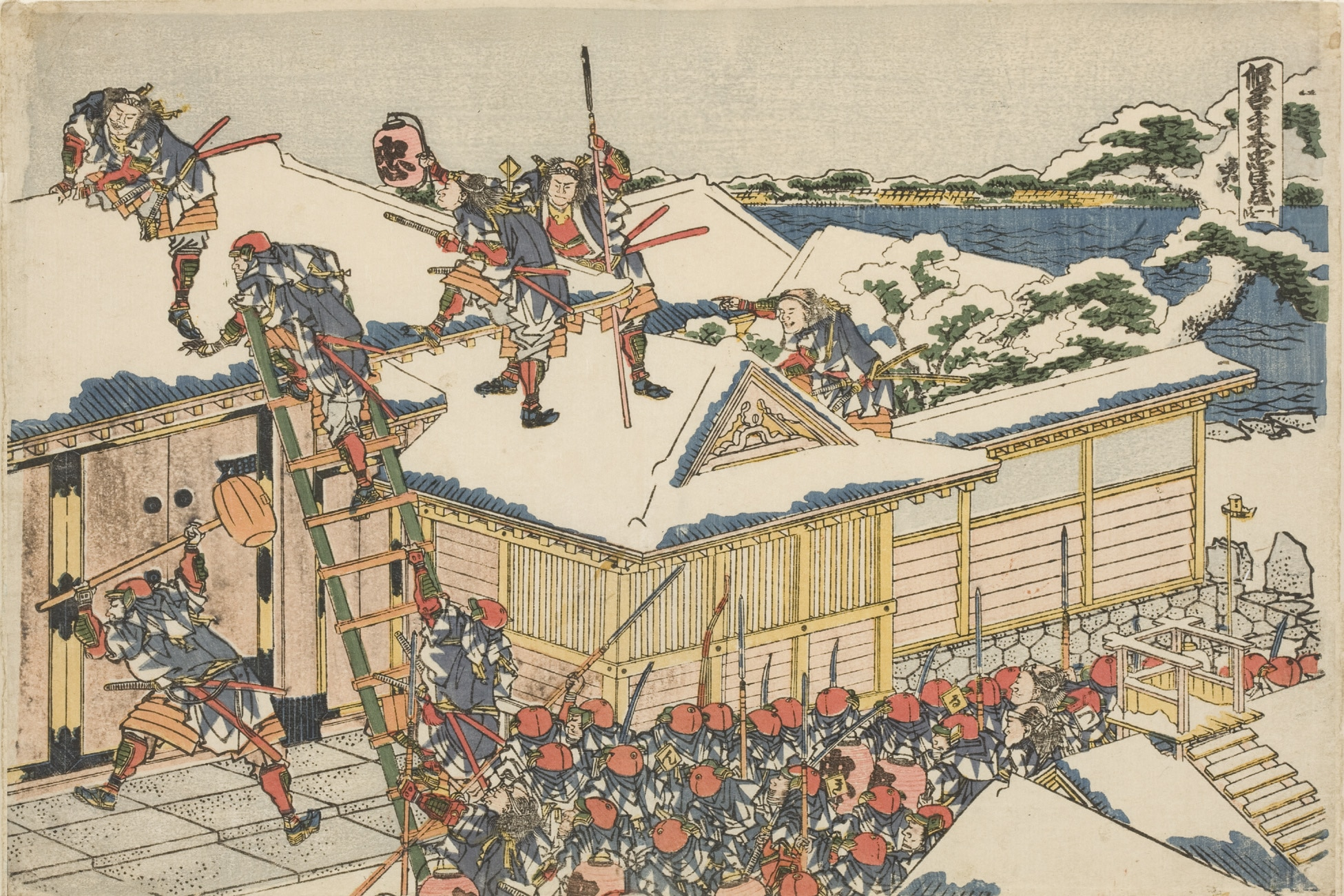
Durante el mandato de Tsunayoshi aconteció el evento conocido como los «47 rōnin»

Tokugawa Tsunayoshi (1646-1709) fue el quinto shōgun Tokugawa. A la edad de seis años se convirtió en daimyō de un feudo de 150 000 koku y diez años después fue trasladado a uno mayor, valuado en 250 000 koku. A la muerte del shōgun fue elegido como sucesor y desde el principio dio muestras de desear un gobierno autocrático, al forzar la renuncia de Sakai Tadakiyo, quien había fungido como uno de los principales consejeros del shogunato. Durante su mandato, 46 daimyos fueron despojados de sus tierras con un total de tierras valuadas en 1,6 millones de koku. A finales del siglo XVII extendió una serie de leyes draconianas para proteger a los animales, particularmente a los perros —debido a que él había nacido en el año del perro de acuerdo al calendario chino— e incluso un aprendiz fue ejecutado por haber herido a uno. Ante la imposibilidad de lidiar con tantos canes, se construyeron albergues en los suburbios donde se cree que llegaron a habitar 50 000 de estos animales alimentados con arroz y pescado seco. Durante dicha época muchos cazadores fueron apresados por cazar, pescadores por matar peces, así como cientos de campesinos que habían matado a los animales que se comían sus cosechas. Dichas medidas le valieron pasar a la historia conocido con el mote de «el perro shōgun». Fue uno de los primeros ejemplos de leyes contra el maltrato animal.
Durante su mandato tuvo lugar el evento conocido comúnmente como los «47 rōnin», historia que ha servido de ejemplo del código de conducta del samurái llamado bushidō.
Tsunayoshi falleció en 1709 sin descendencia directa, por lo que su sobrino e hijo adoptivo, Ienobu, lo sucedió.

#### Tokugawa Ienobu

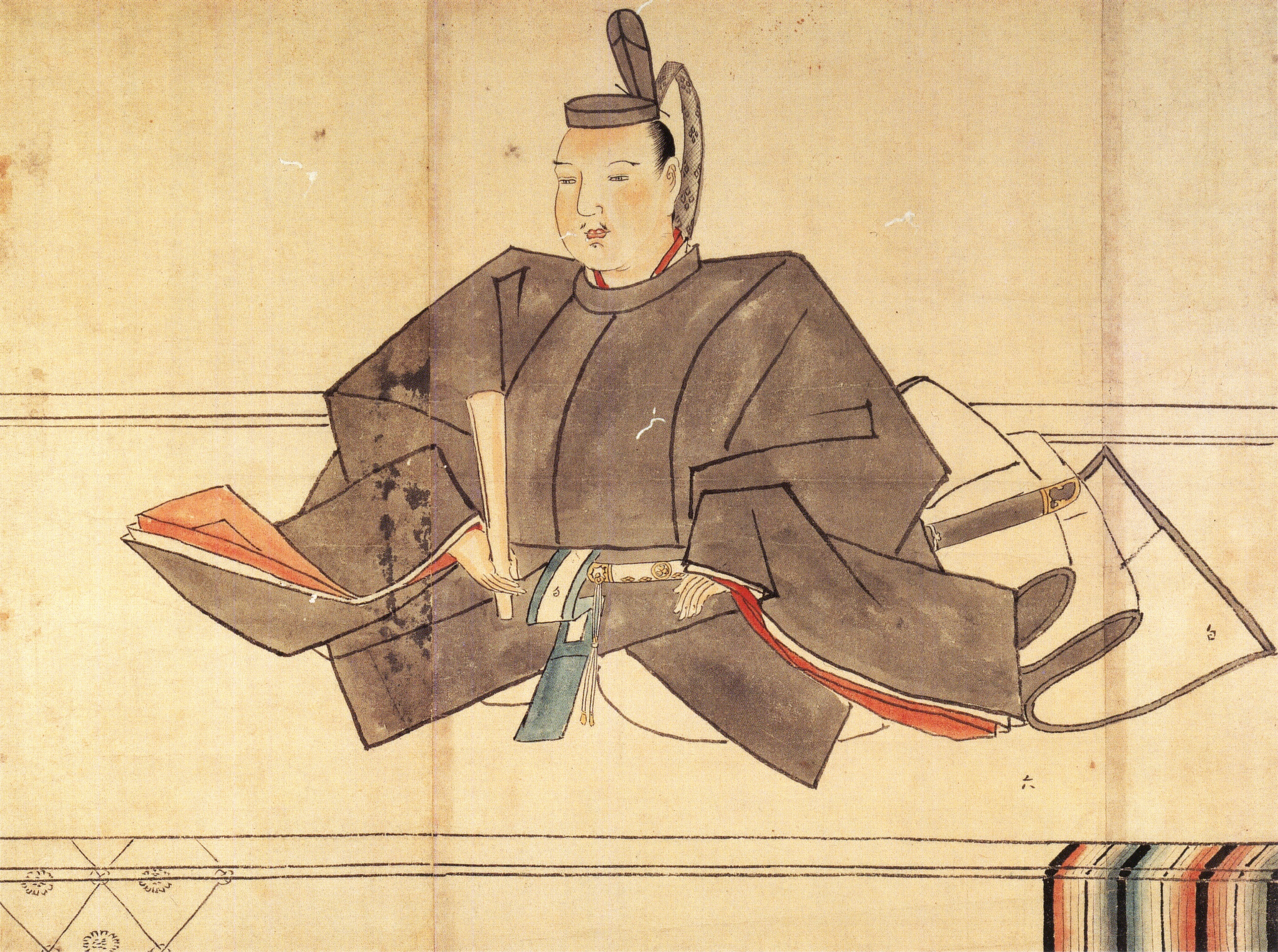
Tokugawa Ienobu

Tokugawa Ienobu (1662-1712) tomó el gobierno a la muerte de su tío Tsunayoshi en 1709. En respuesta a las expectativas populares de un gobierno diferente, una de sus primeras acciones fue la de abolir las estrictas leyes de protección de los animales, así como la liberación de 8831 prisioneros mediante una amnistía general. Su principal consejero fue el político y académico Arai Hakuseki, quien además había fungido como su tutor. Hakuseki tenía una visión humanista de resolver los conflictos y necesidades del pueblo, lo que se vio reflejado en la actitud del shogunato durante una revuelta de campesinos ocurrida en 1711. Durante dicha revuelta, ante las demandas de algunos oficiales de «actuar con mano dura», Hakuseki aseguró que «los oficiales debían de escuchar como padres las quejas de la gente».
Ienobu falleció en 1712.

#### Tokugawa Ietsugu
Tokugawa Ietsugu (1709-1716) se convirtió en el séptimo shōgun siendo tan solo un infante, por lo que Arai Hakuseki siguió teniendo una influencia considerable en el gobierno. Debido a su prematura muerte no dejó herederos, por lo que él fue el último de la línea principal del clan Tokugawa, aunque existían más ramas colaterales.

#### Tokugawa Yoshimune
Tokugawa Yoshimune (1684-1751) era el daimyō de la provincia de Kii a la muerte de Ietsugu y, al no haber un descendiente directo, fue el escogido para ser el sucesor del shogunato. Yoshimune formó su propia agencia de inteligencia llamada oniwaban, cuyos integrantes tenían la labor de informarle las actividades de daimyō y oficiales. Durante su gobierno puso en marcha las reformas Kyōhō, las cuales buscaban hacer del shogunato una institución solvente.
Yoshimune decidió abdicar en 1745 en favor de su hijo mayor Ieshige, tomando para sí el título de Ōgosho. Falleció en 1751.

#### Tokugawa Ieshige

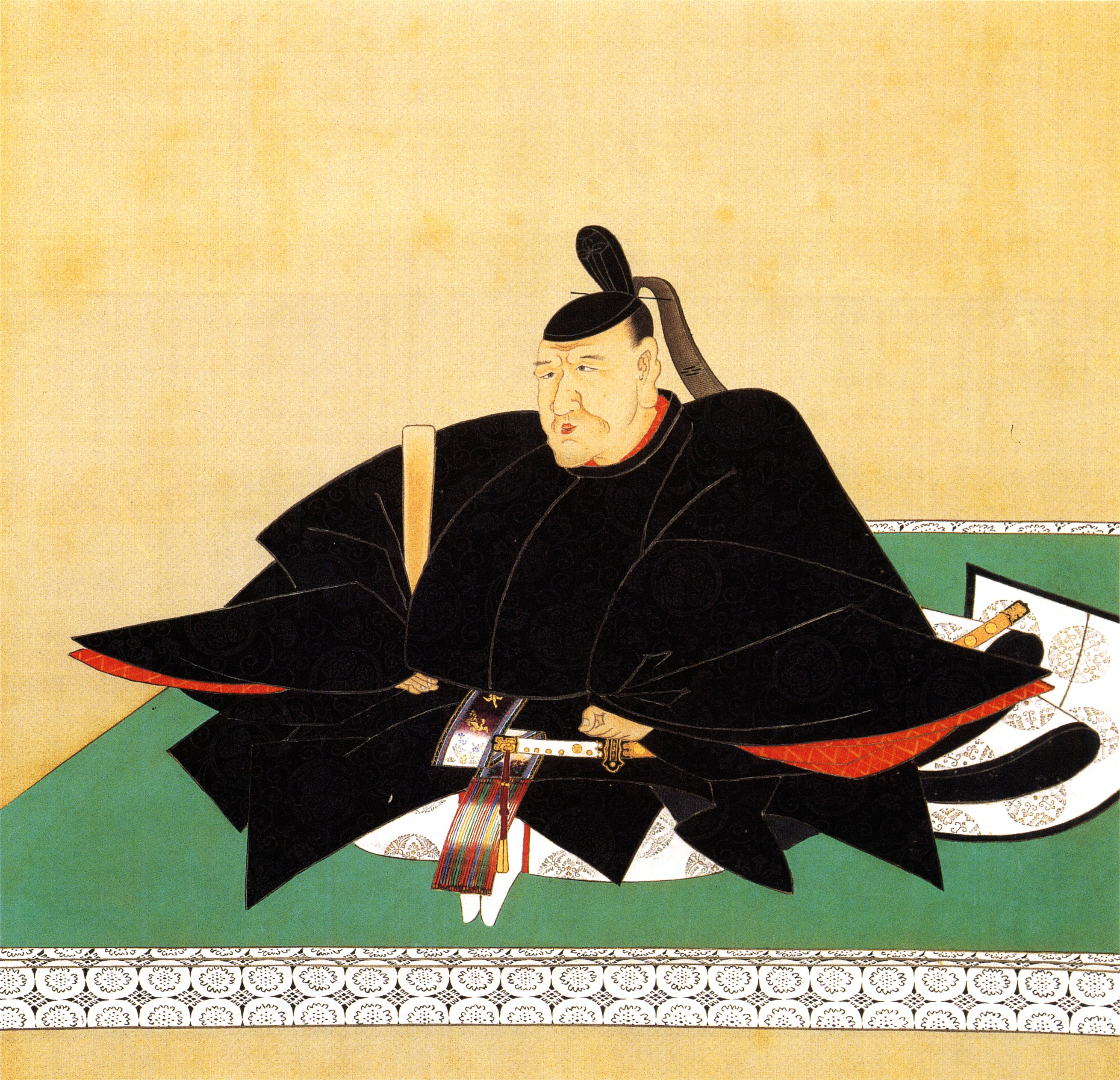
Tokugawa Ieshige

Tokugawa Ieshige (1711-1761) fue nombrado shōgun por su padre en 1745. Ieshige es considerado como uno de los shōgun menos capaces, aunque gracias a las reformas de su padre el shogunato llegó a alcanzar en el año de 1770 tres millones de monedas de oro en reservas, la cifra más alta de todo el shogunato Tokugawa.
Durante su mandato hubo una gran cantidad de revueltas de campesinos, además de que los robos se incrementaron considerablemente. También ocurrieron una gran cantidad de desastres naturales como tormentas, erupciones volcánicas, hambrunas, epidemias e incendios, lo que ayudó a aumentar el resentimiento en contra del gobierno.
Ieshige decidió abdicar en 1760, falleciendo tan solo un año después.

#### Tokugawa Ieharu
Tokugawa Ieharu (1737-1786) fue nombrado shōgun al momento en que su padre decidió retirarse. Su gobierno se enfrentó a una severa hambruna conocida como la gran hambruna de Tenmei que comenzó en 1782 y continuó hasta 1787 y dejó un saldo de decesos desconocido.
En 1786 el shōgun cayó severamente enfermo y falleció.

#### Tokugawa Ienari
Tokugawa Ienari (1773-1841) fue el shōgun de todo el clan Tokugawa que estuvo más tiempo en el poder, con un total de cincuenta años. Ienari tuvo un gran número de concubinas (se estima que cuarenta) y una gran cantidad de hijos (cincuenta y cinco en total).
Durante la primera parte de su gobierno promovió las reformas Kansei ideadas por su principal consejero, Matsudaira Sadanobu, aunque a la muerte de este decidió refugiarse en una vida de excesos.
Se retiró del gobierno en 1837 y, a comienzos de 1841, comenzó a sufrir severos dolores abdominales, falleciendo tan solo tres semanas después.

#### Tokugawa Ieyoshi

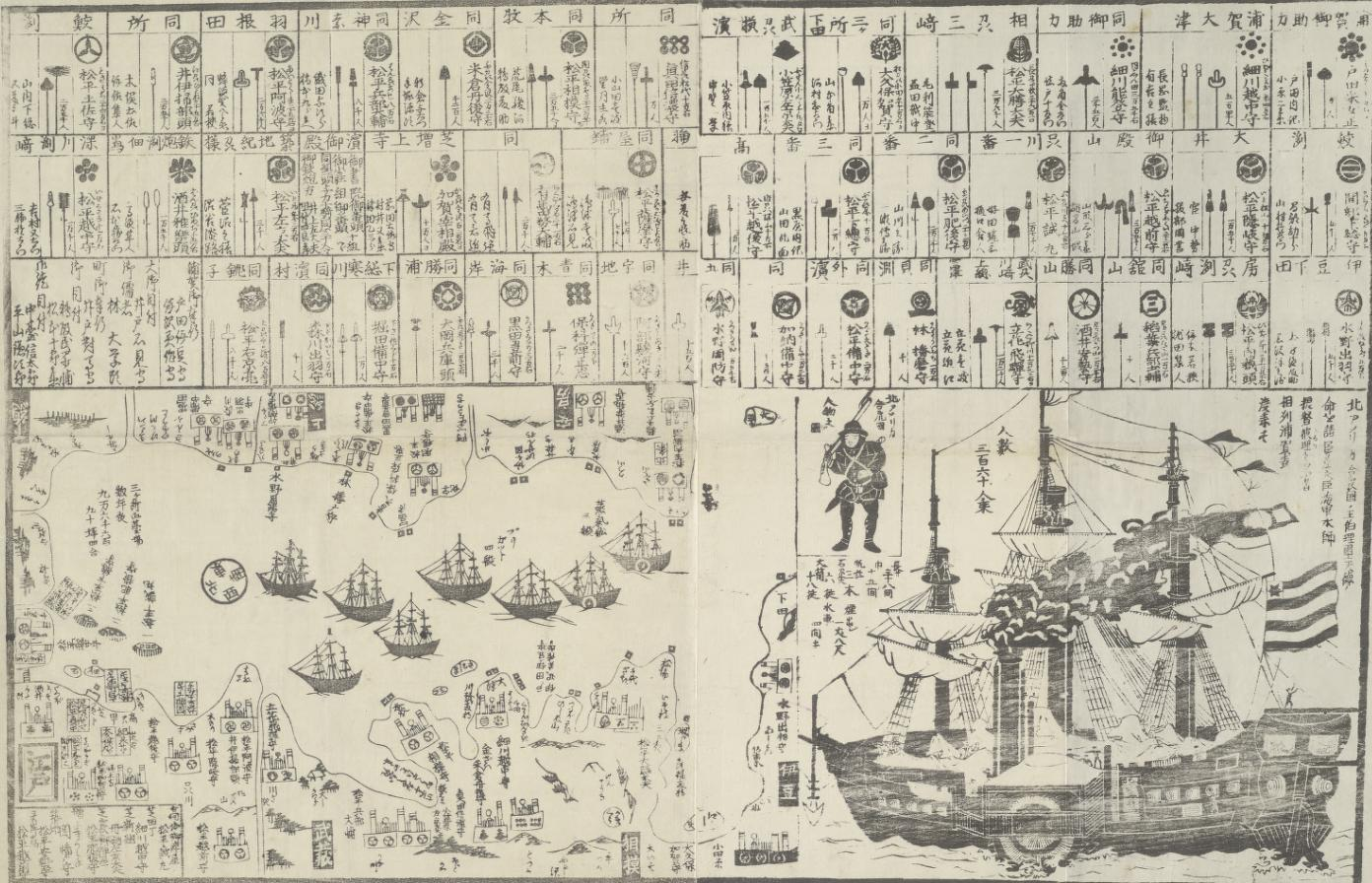
Pintura japonesa que muestra los «Barcos Negros» del comodoro Matthew Perry.

Tokugawa Ieyoshi (1793-1853) ascendió al poder después del retiro de su padre y apoyó ciegamente al consejero Mizuno Tadakuni en cuanto a la aplicación de un programa de reformas radicales del shogunato conocida como «reformas Tenpō». Dicha reforma tuvo resultados desastrosos para el gobierno y lo debilitó aún más. Ieyoshi falleció al poco tiempo del arribo del comodoro Matthew C. Perry en el año de 1853.
Perry obligó a Japón a romper el aislamiento en lo que se conoció como los Barcos Negros (黒船 kurofune?) y los obligó a permitir el comercio con el resto del mundo.

#### Tokugawa Iesada
Tokugawa Iesada (1824-1858) fue nombrado shōgun a los pocos días de la retirada de Perry. Iesada firmó los llamados «tratados desiguales» (Tratado de amistad anglo-japonés, Tratado Harris, Tratado de amistad y comercio anglo-japonés) durante la Convención de Kanagawa, con lo que comenzó la etapa conocida como bakumatsu.
Murió repentinamente en 1858, por lo que se especuló que en realidad fue asesinado por haber cedido ante las demandas internacionales.

#### Tokugawa Iemochi
Tokugawa Iemochi (1846-1866) fue elegido shōgun después de la inesperada muerte de su antecesor, ya que este último no había tenido descendencia. Debido a la corta edad de Iemochi, los asuntos gubernamentales fueron atendidos por sus principales consejeros.
Falleció a la temprana edad de veinte años.

#### Tokugawa Yoshinobu

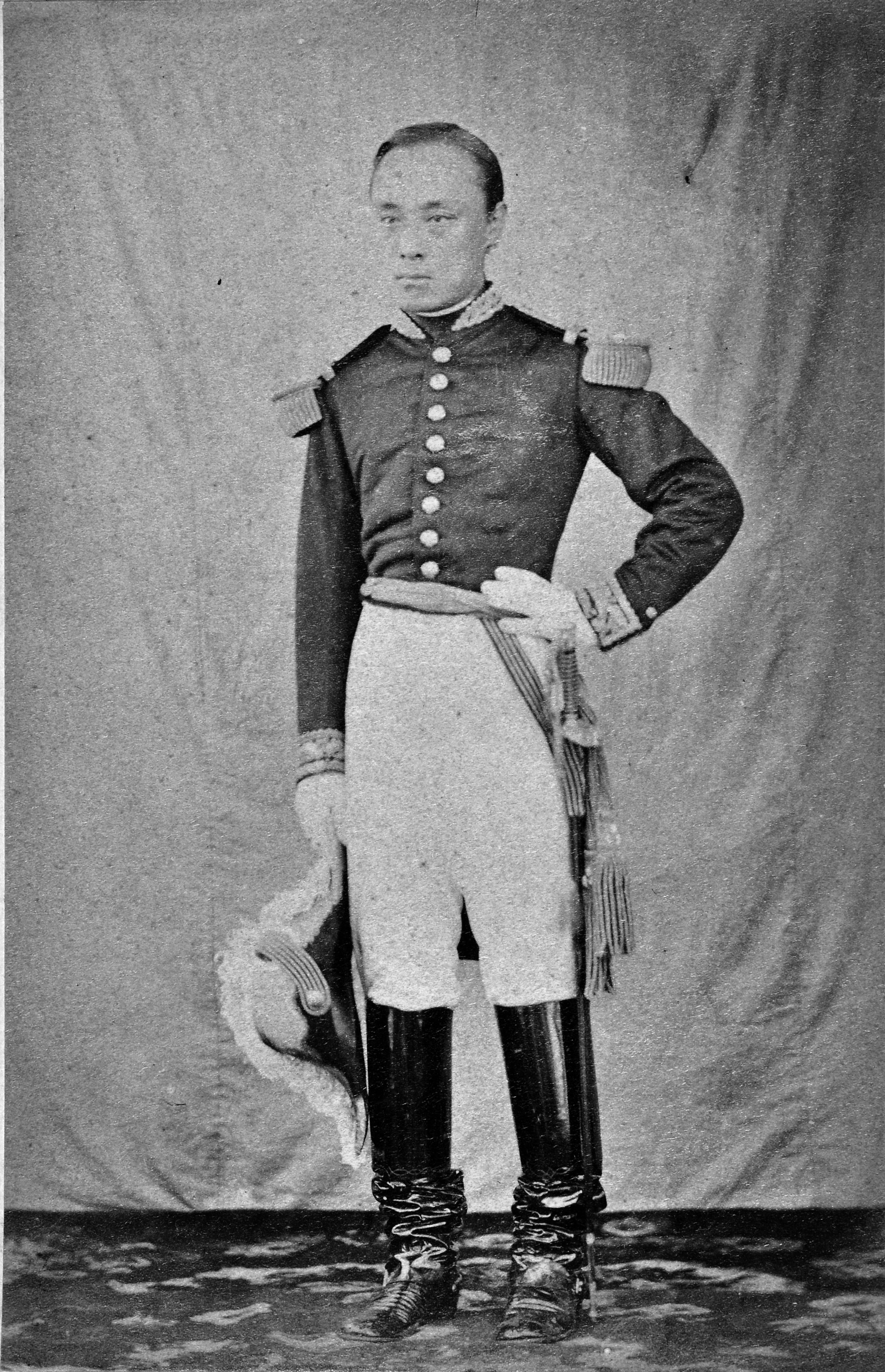
Tokugawa Yoshinobu en uniforme militar francés

Tokugawa Yoshinobu (1837-1913), también conocido como Keiki, asumió el poder en 1867 e intentó establecer una serie de reformas para modernizar las fuerzas armadas. El shogunato era una institución bastante débil en esos momentos y los distintos daimyō se habían vuelto más independientes, por lo que temieron un resurgimiento del shogunato en manos de Yoshinobu. Como resultado, daimyos y samuráis de los dominios de Satsuma, Chōshū y Tosa formaron una alianza para combatir al ejército del shogunato bajo el lema Sonnō jōi (尊王攘夷?   «Reverenciar al Emperador, Expulsar a los Bárbaros»). Yoshinobu, aceptando que no podría ganar dicha guerra civil, decidió renunciar en 1867 y fue arrestado y despojado de sus tierras. Más tarde se le permitió vivir en el retiro.
El 3 de enero de 1868, la Corte Imperial de Kioto declaró la restauración del poder del emperador en lo que se denominó «Restauración Meiji», dando fin al régimen Tokugawa y al gobierno de los shogunes en el país.
En 1902, el emperador Meiji le permitió restablecer su propia casa como una rama Tokugawa (bekke) con el puesto más alto de los títulos nobiliarios, el de príncipe (kōshaku), por su leal servicio a Japón.
El príncipe Tokugawa Yoshinobu murió en 1913.

### Fin del shogunato

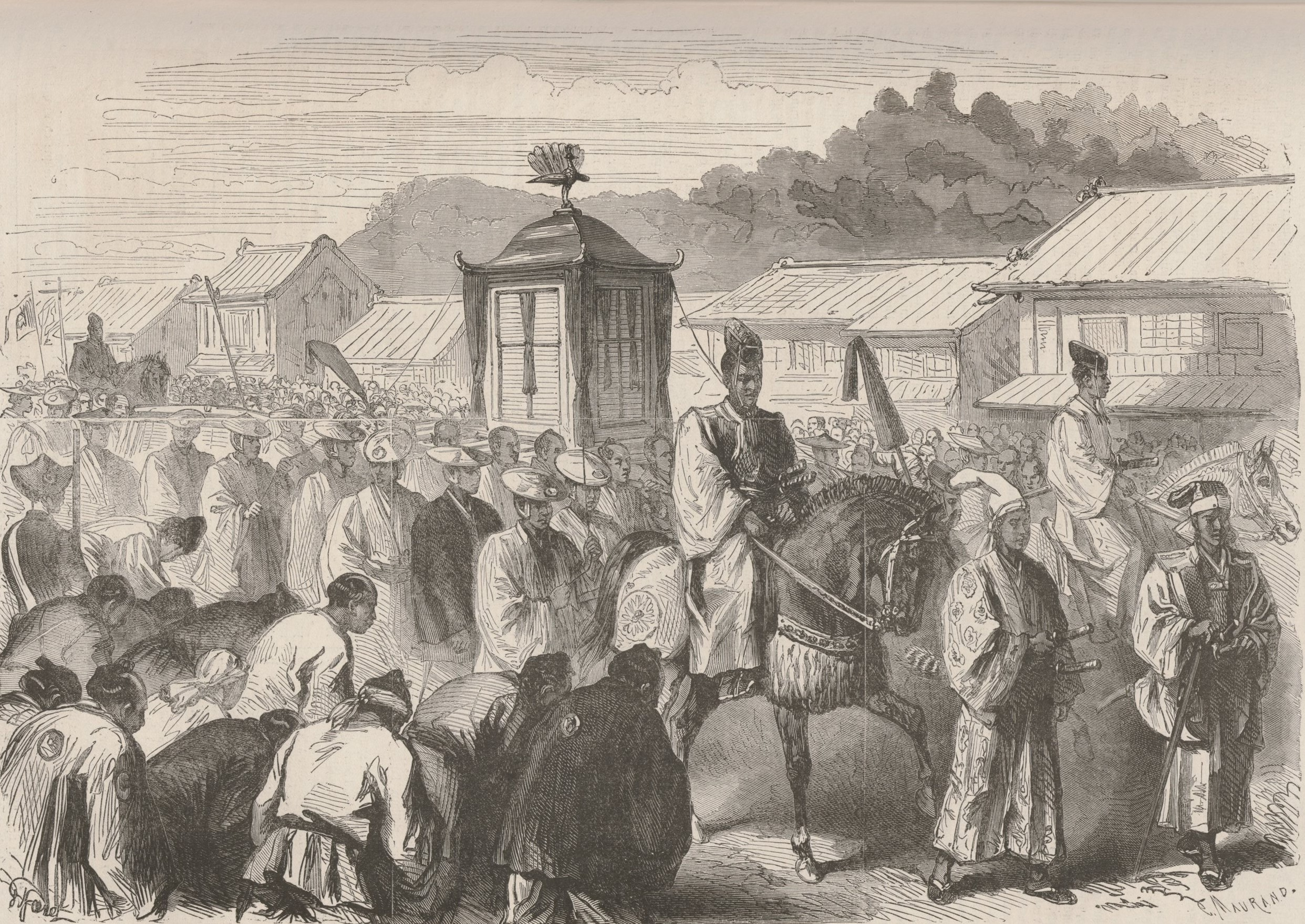
Emperador Meiji trasladándose de Kioto a Tokio. Ilustración de Le Monde Illustré.

A principios de 1868, después de la renuncia de Yoshinobu, partidarios del shogunato se enfrentaron contra la facción leal al emperador durante el conflicto conocido como Guerra Boshin (戊辰戦争 Boshin Sensō?,  «Guerra del Año del Dragón»), la cual culminaría hasta el año siguiente.
Tras la victoria, el nuevo gobierno llevó a cabo la unificación del país bajo el poder único y legítimo de la corte imperial. La residencia del emperador se trasladó de Kioto a Edo, a finales de 1868, y el poder político y militar de los feudos fue suprimido progresivamente, siendo pronto transformados en prefecturas cuyos gobernadores eran nombrados por el emperador.
La clase samurái fue abolida, lo que permitió a muchos samuráis dedicarse a trabajos administrativos o comerciales, pero que condujo a muchos otros a la pobreza.

## Administración
Desde el establecimiento del shogunato, el shōgun se convirtió en el líder administrativo y político del país, mientras que las atribuciones del emperador estaban solamente supeditadas al ámbito religioso. Teóricamente, el emperador constituía la máxima autoridad política, mientras que el shōgun constituía tan solo el ayudante del emperador, quien había conferido en el shōgun el privilegio de gobernar en su nombre.
Siete siglos duró la administración del país a manos de los shogunes, quienes constituyeron diversas dependencias para mantener el control del territorio.

### Durante el shogunato Kamakura

Estructura del shogunato Kamakura.

Después de que Yoritomo se hiciera con el control de todo el país, el shogunato extendió un sistema mixto de control militar y administración civil. Tal como en el feudalismo europeo, el sistema en su conjunto estaba basado en las relaciones personales y militares del shōgun y los subordinados regionales llamados gokenin, quienes recolectaban los impuestos y administraban sus tierras, aunque la principal diferencia con el modelo europeo era que estos no tenían posesión de sus tierras ni de los campesinos que la trabajaban. El shogunato controlaba la vida y propiedades de sus subordinados directos y delegaban la responsabilidad de la administración de las tierras lejanas a distintos cargos. Al emperador y a la Corte Imperial se le permitió mantener el control sobre sus tierras, así como la autonomía en la recolección de impuestos, teniendo la libertad de nombrar libremente a sus administradores.
Los distintos cargos existentes durante este periodo fueron:
- Shikken (執権?   Regente): este puesto perteneció al clan Hōjō a partir de 1203 hasta el fin del shogunato Kamakura y les permitió gobernar a la sombra del shōgun, debido a que el clan no tenía el rango social necesario para ocupar oficialmente dicho puesto.
- Rensho (連署?   lit. «Co-signatario»): esta oficina fue establecida en 1225 como una forma de compartir el gobierno con las distintas ramas del clan Hōjō. En los documentos oficiales era un requisito que apareciera la firma tanto del regente como del co-signatario.
- Hyōjōshū (評定衆?   Consejo de Estado): fundada en 1225 como una forma de compartir la responsabilidad de gobernar. Las decisiones eran tomadas mediante votaciones de mayoría simple.
- Kumonjo (公問所?   Oficina de documento públicos): fue establecida por Minamoto no Yoritomo en 1184 como la mayor oficina administrativa de su gobierno. Posterior al establecimiento del shogunato fue renombrada como Mandokoro.
- Mandokoro (政所?   Consejo administrativo): fue establecida en 1191 por Yoritomo con el objeto de reemplazar el Kumonjo. Después de que los Hōjō tomaron el control del país, la oficina se dedicó exclusivamente a llevar las finanzas del gobierno.
- Monchūjo (問注所?   Consejo de averiguaciones): fundada en 1184 por Yoritomo con el objeto de llevar los asuntos legales, tales como demandas y apelaciones.
- Samurai dokoro (侍所?): fundada por Yoritomo en 1180 con el objeto de regular las actividades de los gokenin.
- Hikitsukeshū (引付衆?): fue establecida como una corte judicial por Hōjō Tokiyori en 1249. Entre otros asuntos trataba asuntos relacionados con los asuntos legales de la propiedad de la tierra e impuestos.
- Kyōto shugo (京都守護?): la posición de gobernador militar de Kioto fue establecida al comienzo del shogunato y su objetivo era ver los asuntos relacionados con la Corte Imperial en nombre del shogunato. Fue reemplazada por el Rokuhara tandai en 1221.
- Rokuhara tandai (六波羅探題?): fue establecida en 1221 con el objetivo de reemplazar el Kyōto shugo y su alcance se extendió no solo a Kioto, sino a toda la parte sudoeste del país.
- Chinzei bugyō (鎮西奉行?): esta oficina se estableció con la finalidad de nombrar dos comisionados que vigilaran los asuntos de Kyūshū, especialmente las actividades de los vasallos de los Minamoto.
- Chinzei tandai (鎮西探題?): atendía los asuntos políticos, legales y militares de Kyūshū. Fue establecida en 1293 como resultado de la amenaza de invasiones mongolas.
- Ōshū sōbugyō (奥州総奉行?): esta oficina fue creada con la finalidad de velar por los intereses del shogunato en el norte del país (Honshū).
- Shugo (守護?   lit. «Gobernador militar»): puesto fundado por Minamoto no Yoritomo con la finalidad de mantener el control sobre las provincias del país. Con el tiempo el cargo se volvió hereditario y dentro de sus funciones estaban administrar la provincia, mantener la paz e investigar los crímenes ocurridos en su territorio.
- Jitō (地頭?): eran oficiales de la más alta confianza dentro del shogunato que fungían como supervisores del Estado. Se encargaban de la recaudación de impuestos y aseguraban su correcta distribución. Con el tiempo se convirtió en un cargo hereditario.

### Durante el shogunato Ashikaga

Estructura del shogunato Ashikaga

El shogunato Ashikaga heredó gran parte de las características de la administración del shogunato anterior y se conservaron oficinas clave. Debido a que el territorio ocupado por los Hōjō y el de los aliados del emperador fueron confiscados, el territorio gobernado directamente por los Ashikaga alcanzó el 25 % del total del país, lo que originó el nacimiento de una nueva clase de «señores de la guerra» llamados daimyō, quienes se resistieron a someterse al dominio del shogunato. La posesión de la tierra además, les fue negada a los samuráis.
Los cargos administrativos en el shogunato Ashikaga fueron los siguientes:
- Kanrei (管領?): su función consistía en la administración del gobierno. Una de sus principales responsabilidades era la de supervisar la relación entre el shogunato y los gobernadores militares (shugo).
- Hyōjōshū (評定衆?): Ver en Administración durante el shogunato Kamakura.
- Hikitsuke (引付?): Ver en Administración durante el shogunato Kamakura.
- Mandokoro (政所?): Ver en Administración durante el shogunato Kamakura.
- Samurai dokoro (侍所?): Ver en Administración durante el shogunato Kamakura.
- Monchūjo (問注所?): durante este shogunato muchas de las atribuciones de este órgano fueron depositadas en el Mandokoro, por lo que en esta oficina solo se llevaban registros.
- Kamakura kubō (鎌倉公方?): durante el shogunato el término kubō hacía referencia tanto al shōgun como a sus gobernadores militares. El puesto fue establecido en 1336 con la finalidad de monitorear los intereses del shogunato en Kamakura y el este del país.
- Kantō kanrei (関東 管領?): con la finalidad de supervisar la región de Kantō, esta oficina con base en Kioto fue creada en 1349. Estuvo ocupada por los miembros de las distintas ramas del clan Uesugi desde finales del siglo XIV.
- Kyūshū tandai (九州 探題?): Ver en Administración durante el shogunato Kamakura.
- Ōshū tandai (奥州 探題?): Ver en Administración durante el shogunato Kamakura.
- Ushū tandai (羽州 探題?): Oficina creada para vigilar el noroeste de Honshū (Ushū).
- Shugo (守護?): Ver en Administración durante el shogunato Kamakura.
- Shugodai (守護代?): debido a que durante este periodo era poco frecuente que los shugo vivieran en los dominios donde se les asignaba para gobernar, los shugodai eran quienes llevaban la responsabilidad del gobierno.
- Jitō (地頭?): Ver en Administración durante el shogunato Kamakura.
- Jitōdai (地頭代?): dentro del sistema de los jitō, algunos vasallos tenían que vigilar múltiples feudos, por lo que los jitōdai se hacían cargo del gobierno de esas regiones adicionales.

### Durante el shogunato Tokugawa

Estructura del shogunato Tokugawa

Durante el shogunato Tokugawa, los deberes del shōgun se resumían en «preservar al emperador y su palacio fuera de peligro, y preservar la paz y tranquilidad en el Imperio en todas sus direcciones». Ikeda Mitsumasa, daimyō de Bizen, definió la administración del shogunato de la siguiente forma en 1632:

El shōgun recibe la autoridad sobre los habitantes de Japón por medio de la confianza del cielo. El daimyō recibe la autoridad sobre los habitantes de la provincia por medio de la confianza del shōgun. Los consejeros y vasallos del daimyō deben de ayudarlo a traer paz y armonía a los habitantes.

El sistema de administración de esta época es considerado como de «feudalismo centralizado», ya que el país estaba dividido en cerca de doscientos feudos gobernados por daimyō divididos en tres categorías: los fudai, los shinpan y los tozama, todos ellos bajo el control del shōgun.
Durante esta época la administración del gobierno dependía de los siguientes cargos:
- Tairō (大老?   lit. «Gran anciano»): la función del tairō era proveer a Japón de un líder temporal capaz en caso de que el shōgun estuviera ausente o incapacitado, aunque raras veces era ocupado.
- Rōjū (老中?   lit. «Consejero veterano»): eran oficiales veteranos del gobierno que vigilaban en su totalidad por el buen funcionamiento del gobierno, así como los asuntos internos y externos del país. Generalmente eran escogidos cuatro o cinco de entre los fudai daimyō.
- Edo machi bugyō (江戸町奉行?   lit. «Magistrado de la ciudad de Edo»): eran oficiales del shogunato encargados de ver los asuntos de la ciudad concernientes a sus habitantes y comerciantes. Los candidatos eran elegidos de entre los hatamoto.
- Kanjō bugyō (勘定奉行?   Comisionados de las finanzas): llevaban los asuntos contables y financieros y se reportaban directamente con los rōjū. Los ocupantes de este puesto (generalmente cuatro) eran escogidos entre los hatamoto.
- Daikan (代官?): aunque este puesto ya existía antes del shogunato Tokugawa, se hizo oficial solo hasta este periodo. Estos gobernadores locales supervisaban y manejaban los territorios del shogunato.
- Kanjō ginmiyaku (勧請吟味役?): esta oficina, creada en 1682, tenía la responsabilidad de investigar y supervisar las operaciones de los Kanjō bugyō, aunque teóricamente tenían un rango menor. Se reportaban directamente con los rōjū.
- Ōmetsuke (大目付?): oficina creada en 1632 con la finalidad de vigilar la seguridad en los caminos, las actividades de los daimyō o grupos problemáticos, como los misioneros católicos y sus seguidores. Se reportaban con los rōjū.
- Ongoku bugyō (遠國奉行?): el puesto era similar al de Edo machi bugyō, con la excepción de que servían en lugares distintos como Kioto y Osaka.
- Ōbangashira (大番頭?   Capitán de la Gran Guardia): eran los responsables de la seguridad de los tres castillos relacionados con el shogunato: el castillo de Edo, el de Osaka y el de Kioto.
- Rusui (留守居?): supervisaban y, en su caso, defendían el castillo de Edo.
- Kinrizuki (禁裏附?): servían como inspectores del Palacio Imperial.
- Kōke (高家?): eran oficiales del gobierno encargados de llevar a cabo las ceremonias oficiales y rituales del shogunato. El cargo era hereditario y servían también como representantes del shogunato en templos y santuarios.
- Sobashū (側衆?): oficina establecida en 1653 bajo las órdenes directas del shōgun.
- Sōshaban (奏者番?): eran oficiales encargados de llevar la agenda y la organización de las ceremonias del shōgun.
- Jisha bugyō (寺社奉行?): comisionados en templos y santuarios. Usualmente eran cuatro miembros que supervisaban los asuntos religiosos.
- Kyōto Shoshidai (京都所司代?): esta oficina originalmente fue fundada por Oda Nobunaga y Hideyoshi Toyotomi con la finalidad de vigilar las actividades en Kioto, sobre todo en cuanto a la Corte Imperial y los territorios aledaños.
- Ōsaka jōdai (大坂城代?): cargo cuya obligación era mantener las tropas del castillo de Osaka. El puesto estaba reservado a los daimyō de importancia relativa que generalmente eran promovidos a Kyōto Shoshidai o rōjū.
- Sobayōnin (側用人?   lit. «Gran chambelán»): era el encargado de transmitir los mensajes entre el shōgun y los rōjū.
- Wakadoshiyori (若年寄?   lit. «Jóvenes ancianos»): asistían a los rōjū y supervisaban a los hatamoto y gokenin. En caso de guerra, lideraban a los hatamoto en la batalla.
- Koshō tōdori (小姓頭取?) / Konando tōdori (小納戸頭取?): servían como los jefes de los pajes y encargados shogunales.
- Metsuke (目付?   Inspector): realizaban actividades policiales y aplicación de la ley a muchos niveles.
- Shoinban gashira (書院番頭?   Capitanes de la escolta) / Koshōgumiban gashira (小姓組頭?   Capitanes de la guardia interior) / Shinban gashira (新番頭?   Capitanes de la nueva guardia): distintas escoltas que operaban bajo el mando de los wakadoshiyori durante la guerra.

## Relación con el emperador

Sello Imperial de Japón

Desde que Minamoto no Yoritomo convirtió la figura del shōgun en un puesto permanente y hereditario, y hasta la Restauración Meiji, hubo dos clases gobernantes en Japón: la del emperador o tennō (天皇?   lit. «Soberano celestial»), quien actuaba como «sacerdote en jefe» de la religión oficial del país, el sintoísmo, y la del shōgun, jefe del ejército que además gozaba de la autoridad civil, militar, diplomática y judicial. Aunque en teoría el shōgun era un servidor del emperador, este se convirtió en el verdadero poder detrás del trono.
Es de notar que ningún shōgun intentó usurpar el trono, aun cuando tenían a su disposición el poder militar del territorio. Fueron dos los motivos principalmente:
- Teóricamente el shōgun recibía el poder del emperador, por lo que este era su símbolo de autoridad.
- Había una tradición sentimentalista creada por sacerdotes y religiosos que trazaban la línea imperial desde la «era de los dioses» en una «línea eterna ininterrumpida por los tiempos». Según la mitología japonesa, el emperador era un descendiente directo de Amaterasu, diosa del Sol.

Al no poder usurpar el trono, los shogunes buscaron a través de la historia mantener al emperador alejado de la actividad política del país, relegándolos de la esfera de influencia. Uno de los pocos poderes que pudo conservar la casa imperial fue la de poder «controlar el tiempo» a través de la designación de los nengō o eras japonesas y la expedición de calendarios.
Es de remarcar dos intentos históricos del emperador por recuperar el poder que gozaban antes de la instauración del shogunato. En 1219, el emperador Go-Toba acusó a los Hōjō de proscritos. Las tropas imperiales se movilizaron, dando lugar a la guerra Jōkyū (1219-1221), la cual culminaría con la tercera batalla de Uji. Durante ésta, las tropas imperiales fueron derrotadas y el emperador Go-Toba exiliado. Con la derrota de Go-Toba se confirmó el gobierno de los samuráis sobre el país. A principios del siglo XIV, el emperador Go-Daigo decidió rebelarse pero los Hōjō, quienes fungían en ese entonces como regentes, enviaron un ejército desde Kamakura. El emperador huyó antes de que llegaran las tropas y se llevó las insignias imperiales. El shōgun nombró a su propio emperador, dando lugar la era Nanbokuchō (南北朝?   lit. «Cortes del Norte y del Sur»).
Durante las décadas de 1850 y 1860, el shogunato se vio severamente presionado tanto al exterior por las potencias extranjeras como al interior. Fue entonces cuando diversos grupos enfadados con el shogunato por las concesiones realizadas a los diversos países europeos encontraron en la figura del emperador un aliado mediante el cual podían expulsar al shogunato Tokugawa del poder. El lema de dicho movimiento fue Sonnō jōi (尊王攘夷?   «Lealtad al Emperador y rechazo de los extranjeros») y finalmente tuvo éxito en 1868, cuando el poder imperial fue restablecido después de siglos de estar en la sombra de la vida política del país.

## Concepción fuera del país

### China

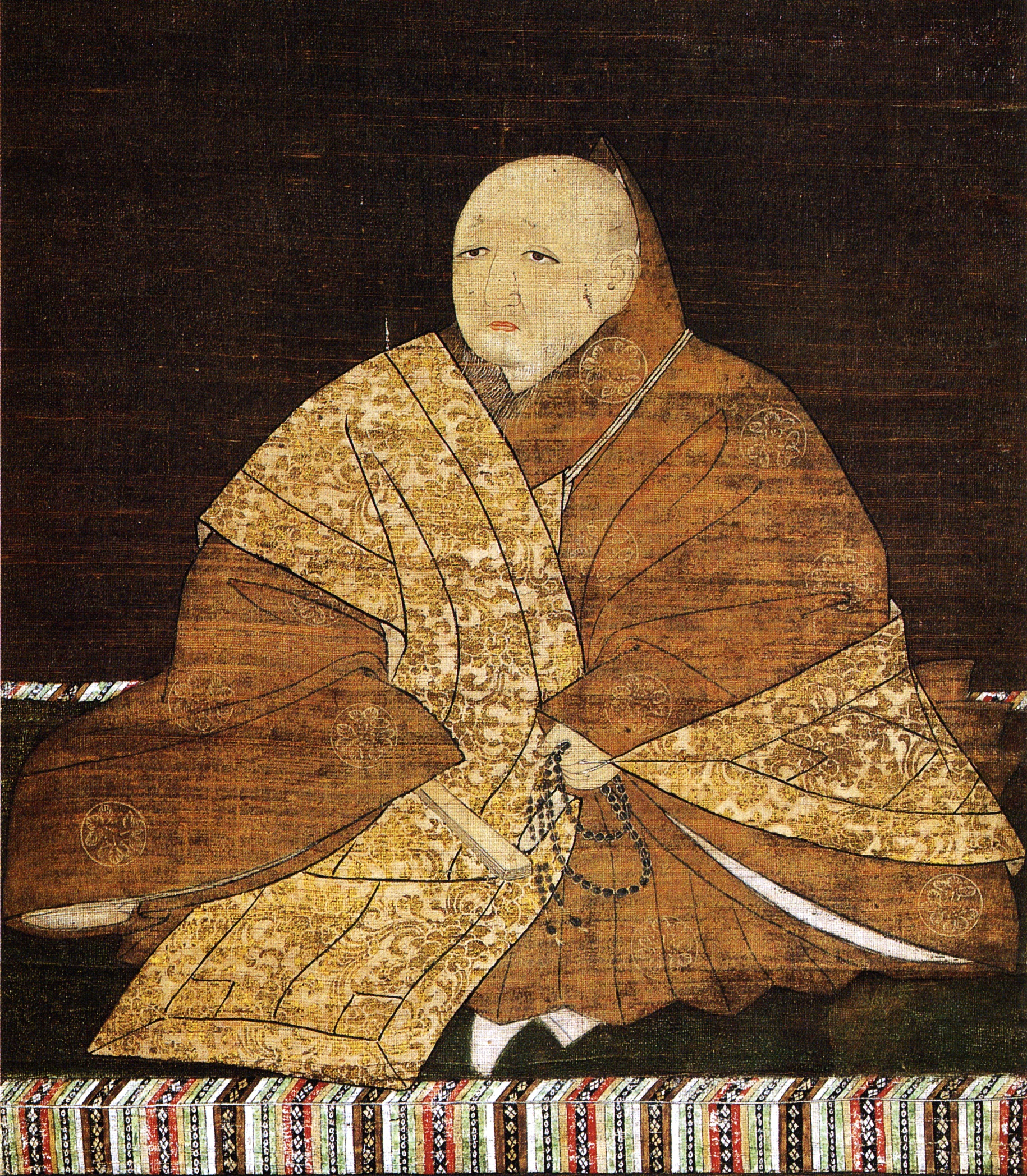
Ashikaga Yoshimitsu fue el primero en aceptar el título de «rey de Japón» por parte de la dinastía Ming

Durante el gobierno de Ashikaga Yoshimitsu, Japón y China reanudaron relaciones diplomáticas, las cuales se habían roto debido a que el primer emperador Ming había establecido la política de no tener relación alguna con Japón. El interés de China era controlar los ataques de piratas japoneses (wakō) en sus costas, actividad que afectaba su economía. Yoshimitsu decidió tomar cartas en el asunto y envió una misión diplomática a China en 1401. En respuesta, el emperador Ming envistió a Yoshimitsu con el título de «rey de Japón». La relación entre el shōgun y China no fue autorizada ni consensuada con el emperador de Japón, ya que Yoshimitsu nunca lo consultó en materia de los asuntos externos del país, con lo que dio la impresión a los países del área de que él era el único gobernante de Japón. En 1408 a la muerte de Yoshimitsu, el emperador Ming envió una misión diplomática para ofrecerle sus condolencias a Yoshimochi y así mismo nombrarlo «rey de Japón». Yoshimochi rehusó aceptar el título o incluso recibir a la misión diplomática. Yoshimochi decidió también olvidar el tema de los piratas japoneses, quienes comenzaron de nuevo a asolar la costa sur de China. Los Ming, necesitados de la ayuda japonesa para detener a los piratas, siguieron intentando por todos los medios restablecer la comunicación con el shōgun pero fue imposible. No fue hasta el gobierno de Ashikaga Yoshinori que este aceptó recibir a los enviados de China; en el año de 1433 arribó a las costas de Japón una misión diplomática que portaba un edicto imperial donde se nombraba a Yoshinori como «rey de Japón». El título fue utilizado posteriormente por los miembros del shogunato Ashikaga en sus comunicaciones con la dinastía Ming como en el caso del shōgun Ashikaga Yoshimasa, quien firmó con ese título una petición de monedas de cobre al gobierno chino debido a la crisis política y financiera por la que atravesaba el país. El último registro del uso del título de «rey de Japón» en los documentos entre China y Japón por parte de algún shōgun fue en 1547, utilizado por Ashikaga Yoshiharu.
Durante las invasiones japonesas a Corea, los Ming intentaron nombrar a Toyotomi Hideyoshi como «rey de Japón» con el objetivo de llegar a un acuerdo de paz. Hideyoshi se negó a recibir tal nombramiento y al no concedérsele una serie de demandas, la guerra entró en su segunda fase.

### Occidente

#### Primeros contactos

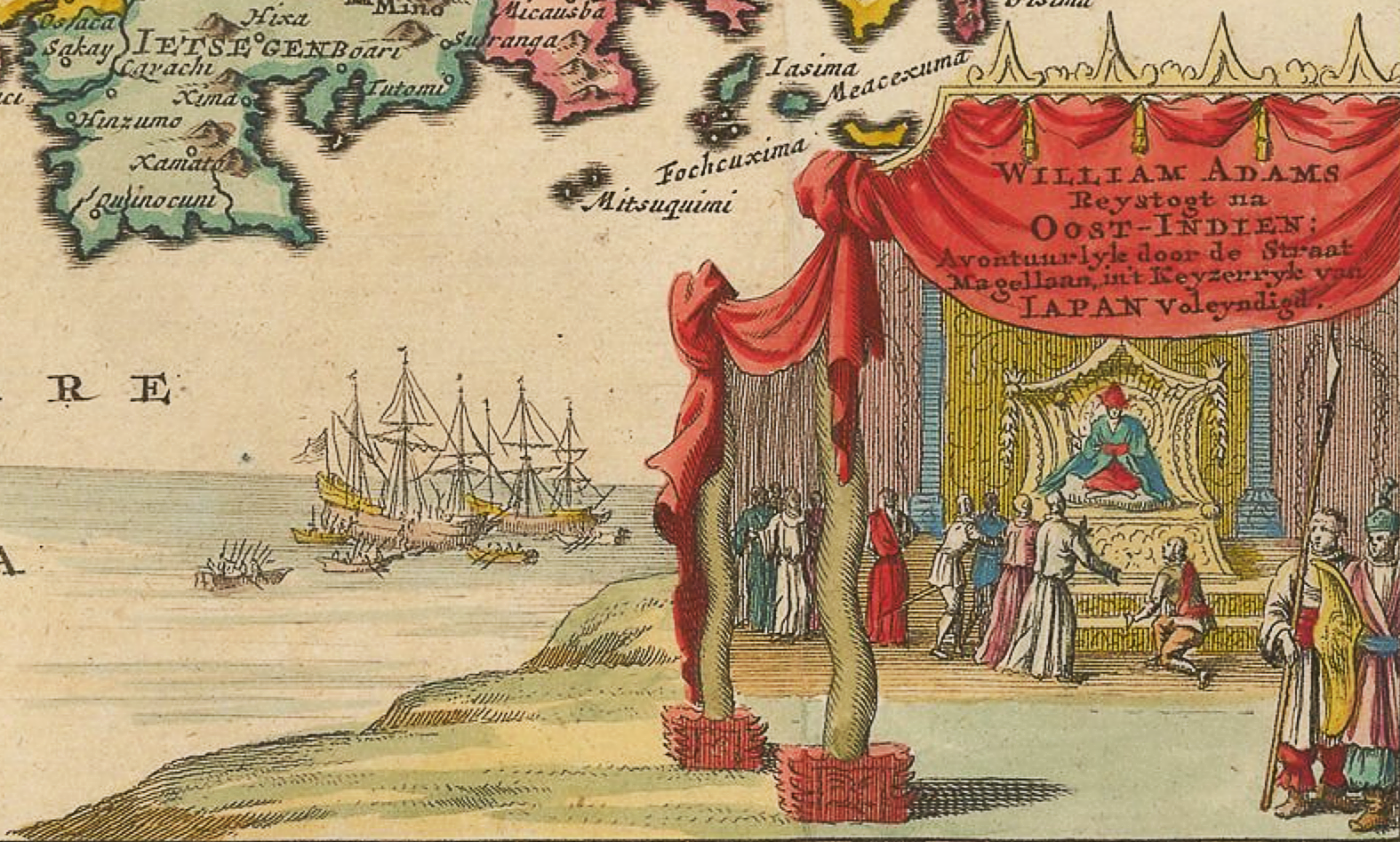
Representación del encuentro entre William Adams y Tokugawa Ieyasu. Dibujo de 1707.

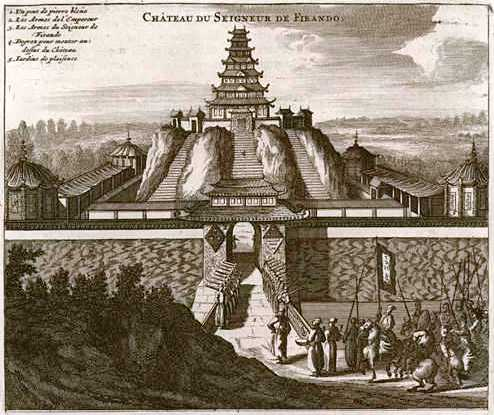
Representación del siglo XVII del castillo Hirado. La descripción para un público europeo es «Castillo del señorío de Hirado».

En 1542, un barco portugués proveniente de China perdió el curso en medio de una tormenta, arribando al territorio descrito por Marco Polo como Cipango, el cual era prácticamente desconocido en toda Europa. Un año después, comerciantes portugueses arribaron a las costas de Japón buscando intercambios comerciales y con ellos arribaron misioneros jesuitas en 1549 que buscaban evangelizar el país. Fueron dichos misioneros quienes tuvieron los primeros contactos con las autoridades japonesas por parte de europeos en 1559, cuando un grupo de ellos arribó a Kioto. No fue hasta entonces que se dieron cuenta de que el país contaba con dos estructuras de autoridad: la institución imperial y el shogunato. Debido a la necesidad de describir a los nobles y autoridades del país, los misioneros se vieron en la necesidad de utilizar los títulos nobiliarios reconocidos en Europa, tales como «rey», «príncipe», «marqués» o «duque», aunque estos no reflejaban la jerarquía existente. Es durante esta época que encontramos al término shōgun asociado con «rey», mientras que los daimyos se relacionaron con el término «príncipe». La situación cambió en 1580-1590, cuando los jesuitas comenzaron a utilizar los términos en el idioma original. Dicho cambio es atribuido al arribo a Japón de Alessandro Valignano, un visitador de dicha organización que utilizaba la terminología original en sus misivas. La primera publicación donde se utilizan los términos originales de la estructura jerárquica japonesa fue en el Sumario de las cosas de Japón de Valignano, quien además en 1601 escribió el Libro primero del principio y progresso de la religión christiana en Japón, en donde reiteraba las ambigüedades y contrariedades de utilizar el sistema europeo de títulos nobiliarios cuando se aplicaba al caso japonés.
Otro caso notable fue el de William Adams, un navegante inglés que naufragó en el barco neerlandés Liefde en abril del año 1600. En sus memorias, Adams se refiere a Tokugawa como «el rey de todo el país» y narra cómo fue interrogado durante varios días por éste sobre la situación política de Europa, sobre sus creencias religiosas y sus diferencias con los portugueses. Williams causó tan buena impresión en el shōgun —a pesar de las intrigas de los misioneros jesuitas, quienes decían que los ingleses eran los «bandidos y ladrones de todas las naciones» por lo que pedían que todos los tripulantes fueran crucificados como «enemigos de Japón»—, que Ieyasu permitió que los tripulantes del Liefde regresaran a sus hogares. Sin embargo, a él lo mantuvo como consejero personal en asuntos de comercio internacional, además de que lo nombró samurái y hatamoto y le proporcionó un feudo valuado en 250 koku con ochenta granjeros. Williams falleció el 16 de mayo de 1620 en Hirado y nunca volvió a su país natal.
Otro importante intento por acercar la historia de Japón y la mítica figura del shōgun al público occidental fue el de Isaac Titsingh, un comerciante neerlandés representante de la Compañía Neerlandesa de las Indias Orientales en Japón entre 1779 y 1784. Titsingh escribió tres libros relativos a Japón y en este tema sobresale Illustrations of Japan; consisting of Private Memoirs and Anecdotes of the reigning dynasty of The Djogouns, or Sovereigns of Japan; a description of the Feasts and Ceremonies observed throughout the year at their Court; and of the Ceremonies customary at Marriages and Funerals: to which are subjoined, observations on the legal suicide of the Japanese, remarks on their poetry, an explanation of their mode of reckoning time, particulars respecting the Dosia powder, the preface of a work by Confoutzee on filial piety, &c. &c., resumido como Secret Memoirs of the Shoguns en inglés, el cual aborda brevemente la historia del gobierno del shogunato Tokugawa, haciendo énfasis desde Ietsuna hasta Ienari. Titsigh falleció en 1812 y su obra fue publicada post mortem por dos de sus amigos. La obra de Titsingh ayudó a entender mejor el rol del shōgun en la política del país, ya que a menudo el shōgun era nombrado en Europa como «el emperador» mientras que al emperador se le consideraba una clase de «papa japonés».

#### En la actualidad
Ante la dificultad de explicar a un público no familiarizado con la historia de Japón las funciones o características del shōgun, se continúan utilizando términos occidentales para describirlo como «dictador militar», «generalísimo» «administrador militar feudal» o simplemente «gobernador militar».

### En la cultura popular
Una de las principales obras que centra su atención en la figura del shōgun es la novela Shogun del escritor australiano James Clavell, el cual narra la historia de Yoshi Toranaga, figura ficticia basada en la vida de Tokugawa Ieyasu, meses antes de la batalla de Sekigahara, a través de la visión de un navegante inglés, John Blackthorne, cuyas hazañas están basadas vagamente en la vida de William Adams. La novela fue adaptada en 1980 para una miniserie de televisión y en 1990 para un musical de Broadway. En 2024, la plataforma Disney+ lanzó una readaptación de la miniserie de 1980 también titulada Shōgun.
En los videojuegos destaca Shogun: Total War, el cual está ambientado en el período Sengoku y trata de los intentos de siete daimyos de convertirse en shōgun. El historiador Stephen Turnbull fungió como asesor histórico durante su realización. La secuela Total War: Shogun 2 añade alrededor de treinta o más clanes, con el mismo objetivo de disputar el shogunato, y es una mejora mucho más completa e impresionante del anterior título.
También fueron usados como referencia en 1995 en la tercera temporada de la serie de televisión Mighty Morphin Power Rangers, en la cual los shōgun inspiraron a los Shōgunzords y el Shōgun-Megazord.